# Liste de personnalités liées à Metz
Cet article classe par ordre chronologique les articles de l'encyclopédie concernant des personnalités liées à l'agglomération messine, dans le département de la Moselle, ou nées dans celle-ci.
Certaines personnalités nées à Metz, comme Paul Verlaine, ont suivi ailleurs le cours de leur destin. D’autres se sont installées quelque temps à Metz, comme François Rabelais, avant de chercher fortune ailleurs. D’autres enfin, nées en France, en Allemagne, ou au Luxembourg, comme Robert Schuman, se sont installées dans la région, participant au rayonnement culturel de la ville.

## Personnalités nées à Metz

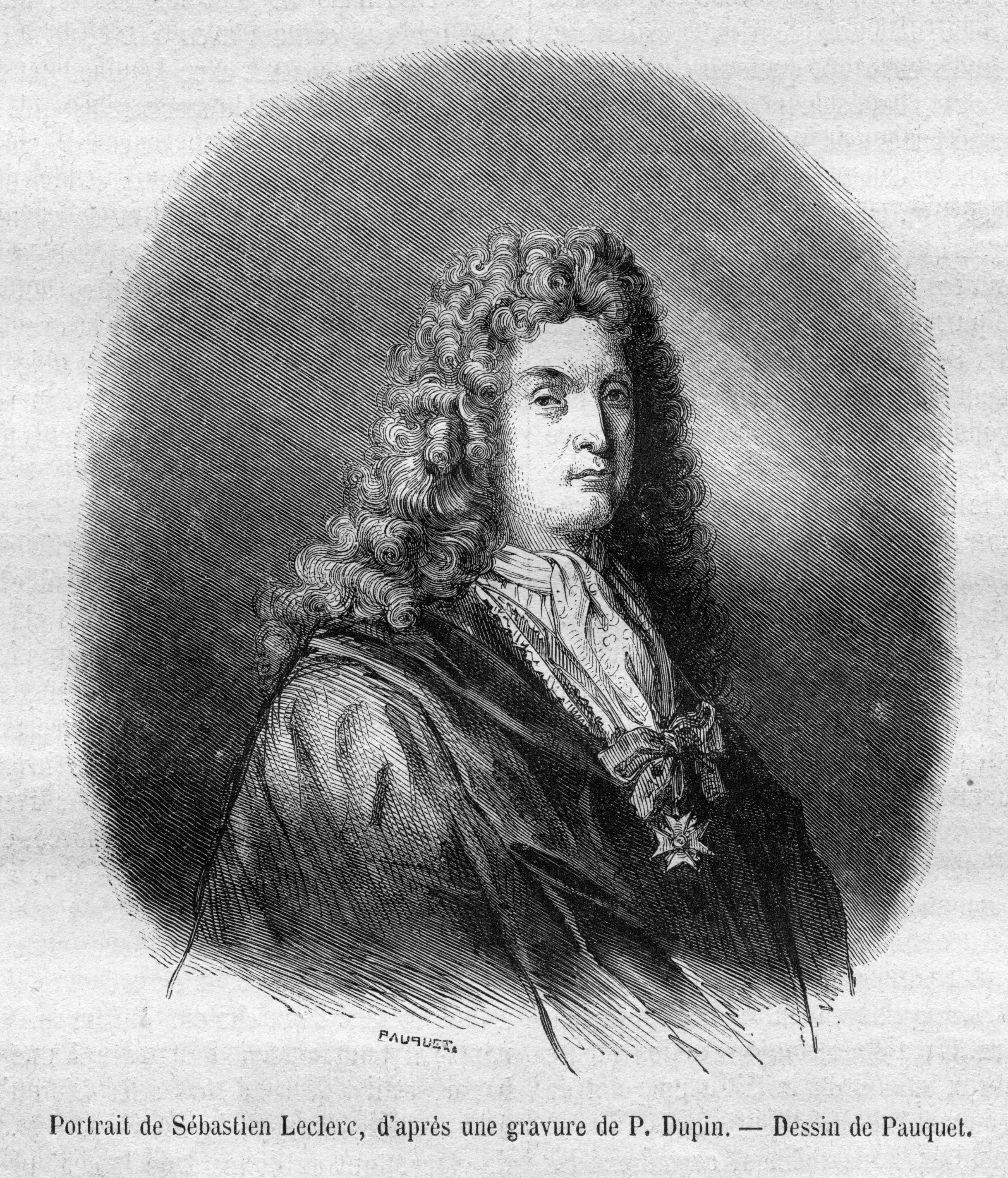
Sébastien Leclerc (1637-1714), dessinateur, peintre, graveur et ingénieur militaire français
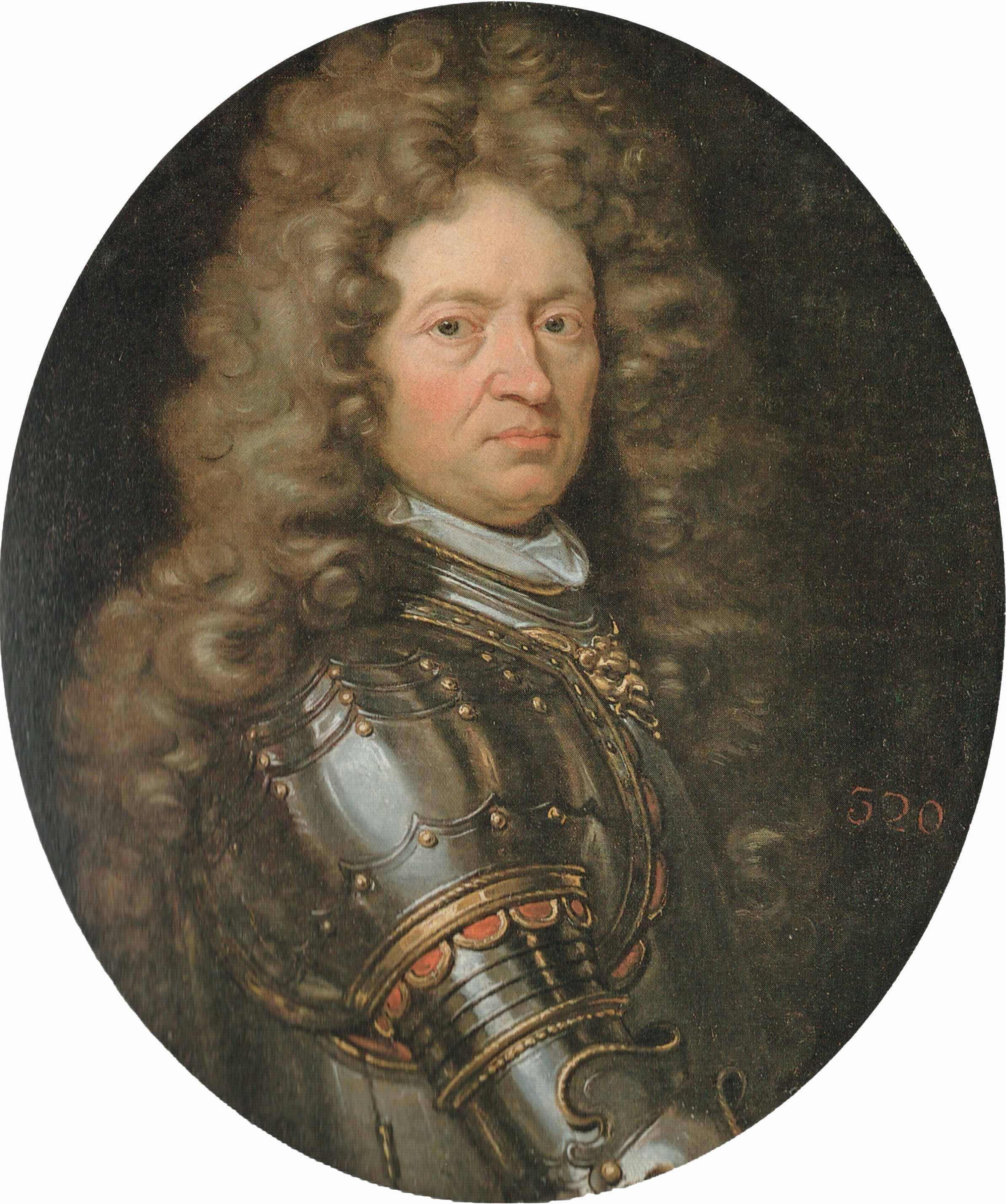
Johann Kasimir Kolbe von Wartenberg (1643-1712), premier ministre du roi en Prusse
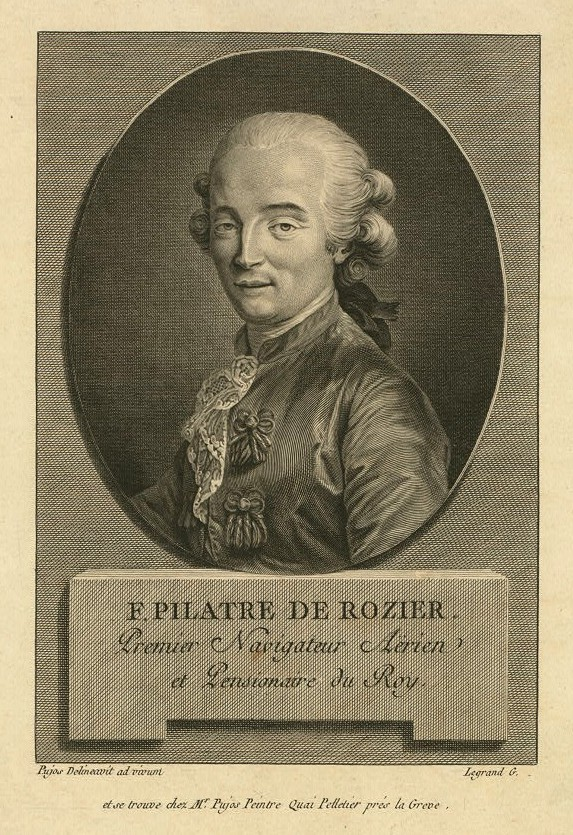
Jean-François Pilâtre de Rozier (1757-1785), premier aéronaute français
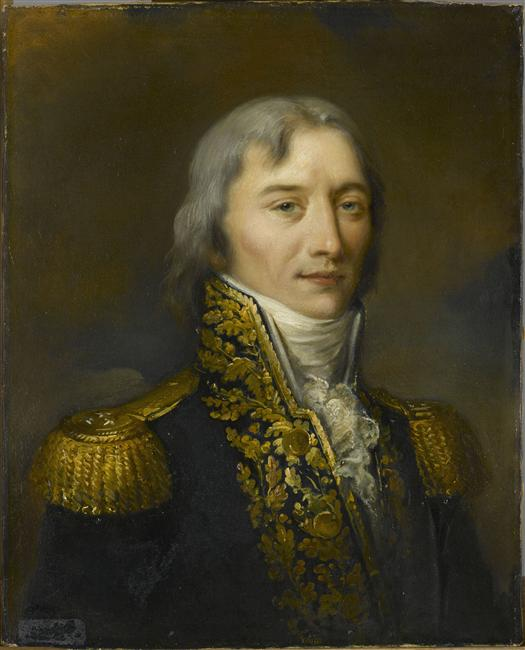
Antoine Richepanse (1770-1802), général français
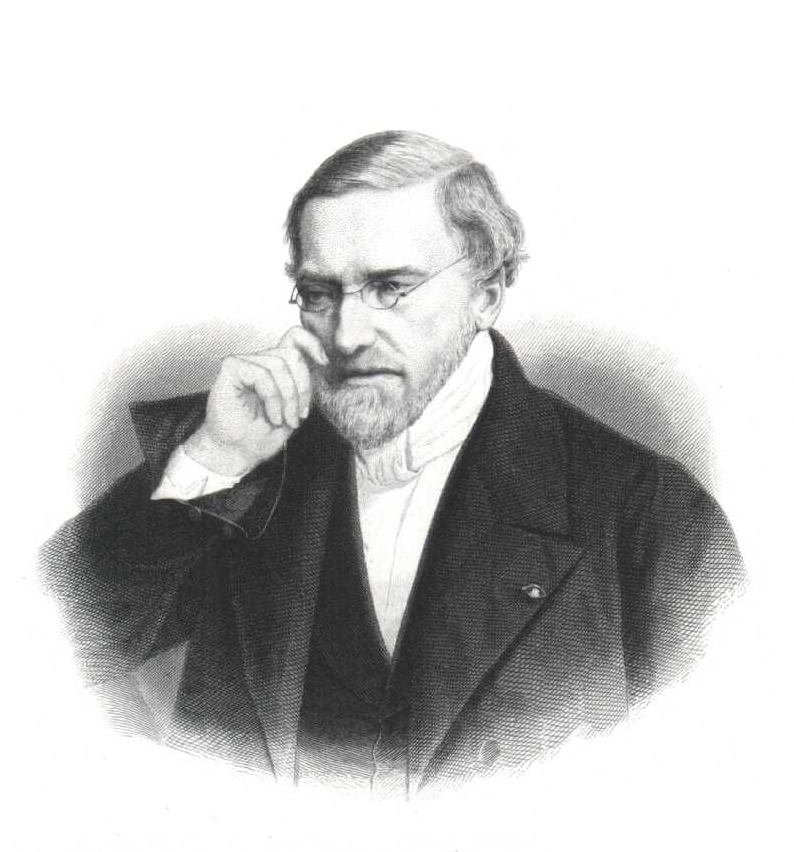
Jean-Victor Poncelet (1788-1867), mathématicien français
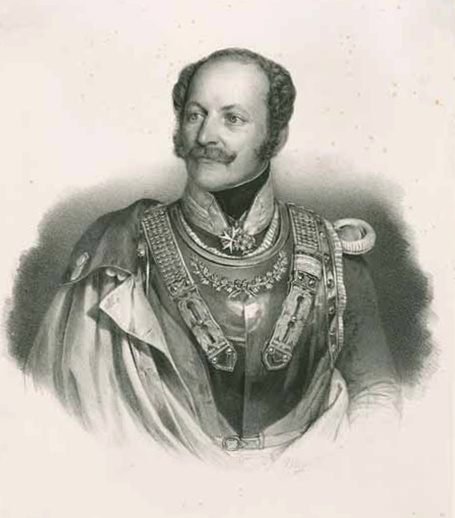
Ferdinand von Parseval (1791-1854), général bavarois
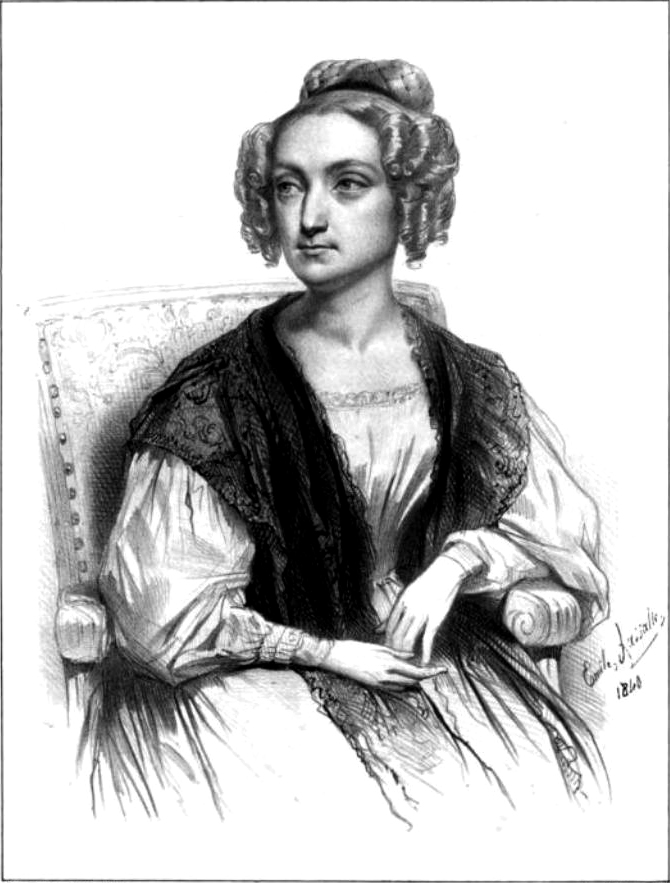
Amable Tastu (1798-1885), poétesse française
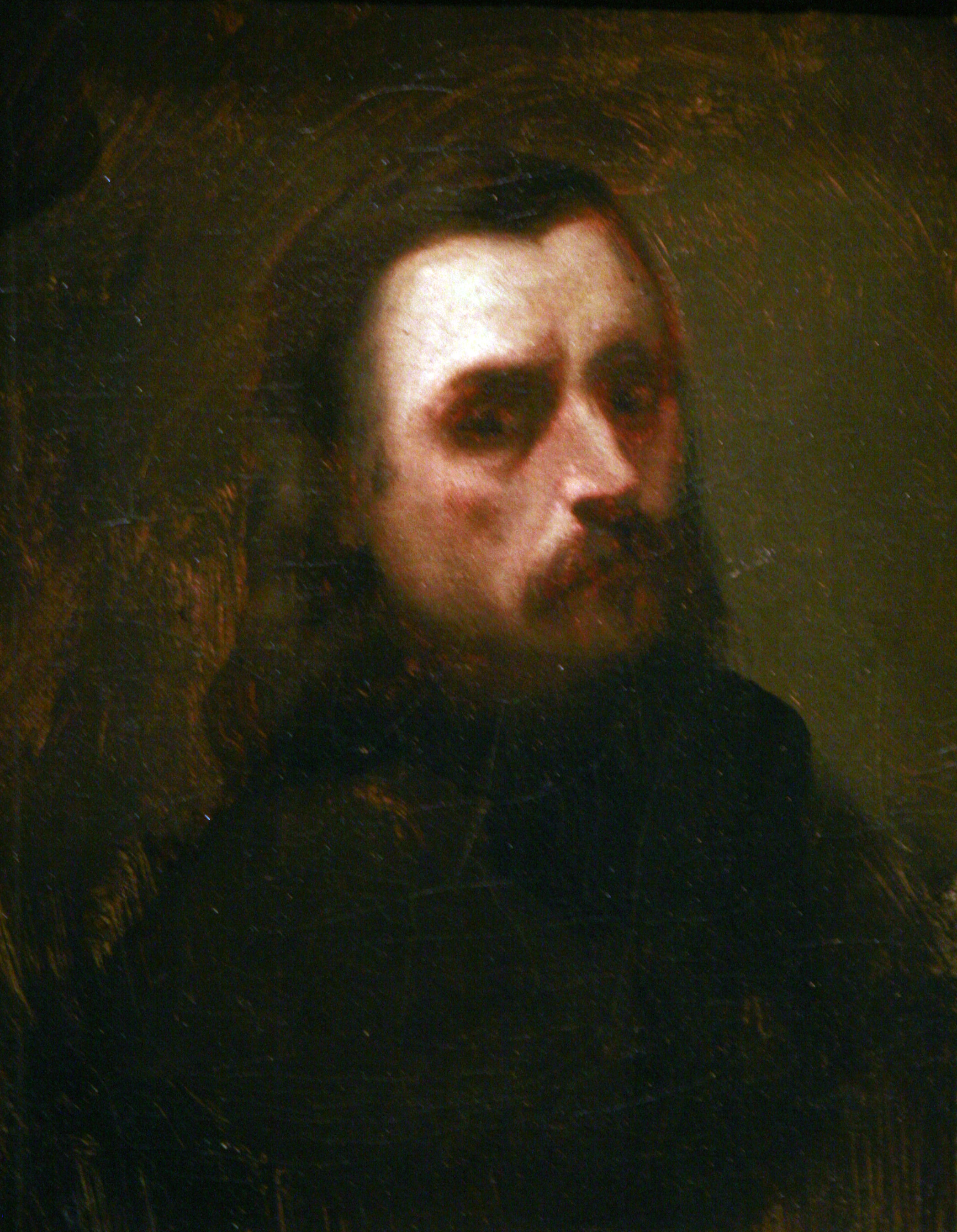
Laurent-Charles Maréchal (1801-1887), maître-verrier lorrain
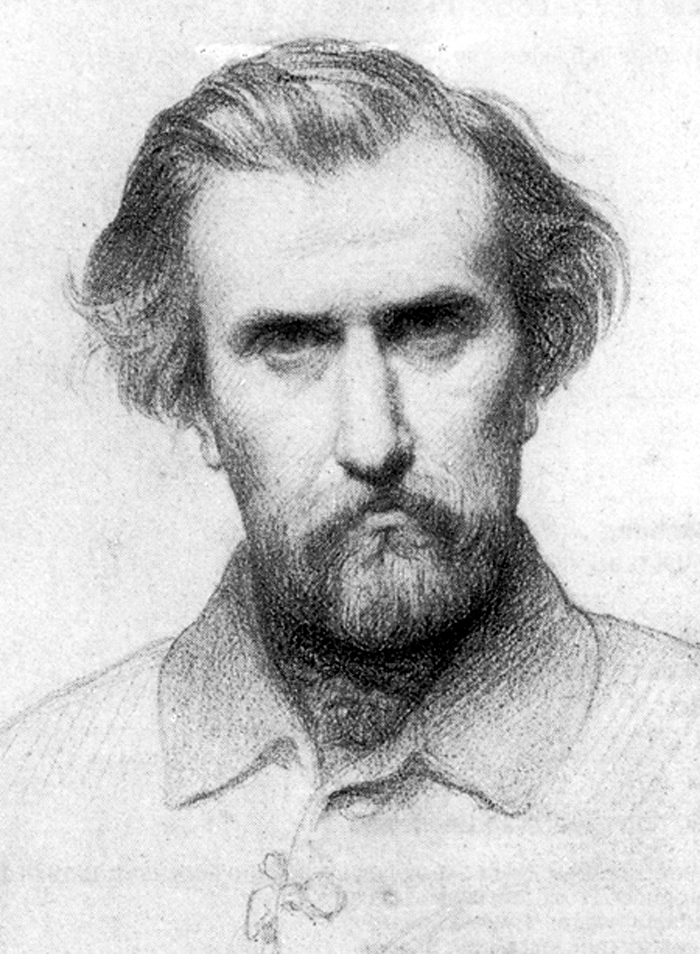
Ambroise Thomas (1811-1896), compositeur français
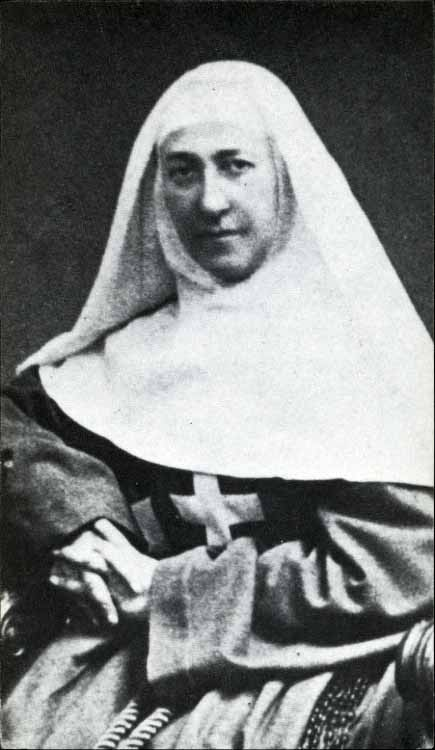
Anne Eugénie Milleret de Brou (1817-1898), religieuse, canonisée en 2007
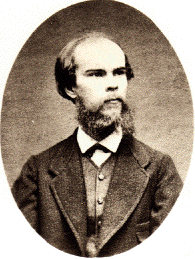
Paul Verlaine (1844-1896), poète
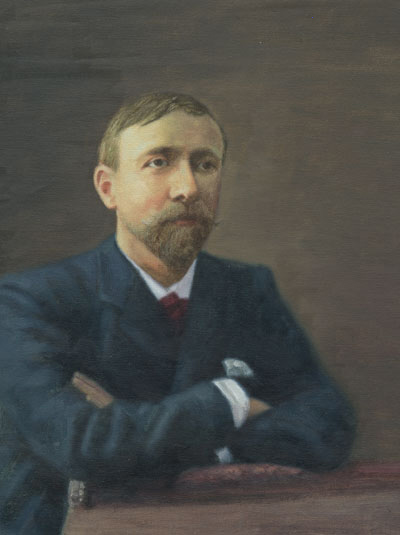
Gabriel Pierné (1863-1937), organiste, compositeur et chef d'orchestre
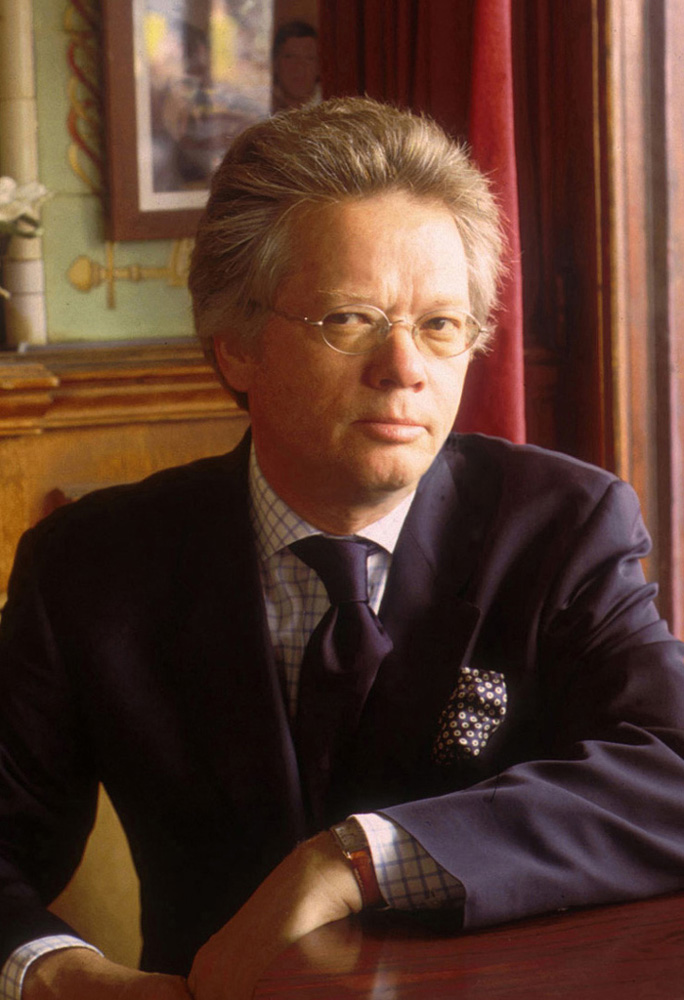
Gilles Pudlowski (né en 1950) critique gastronomique
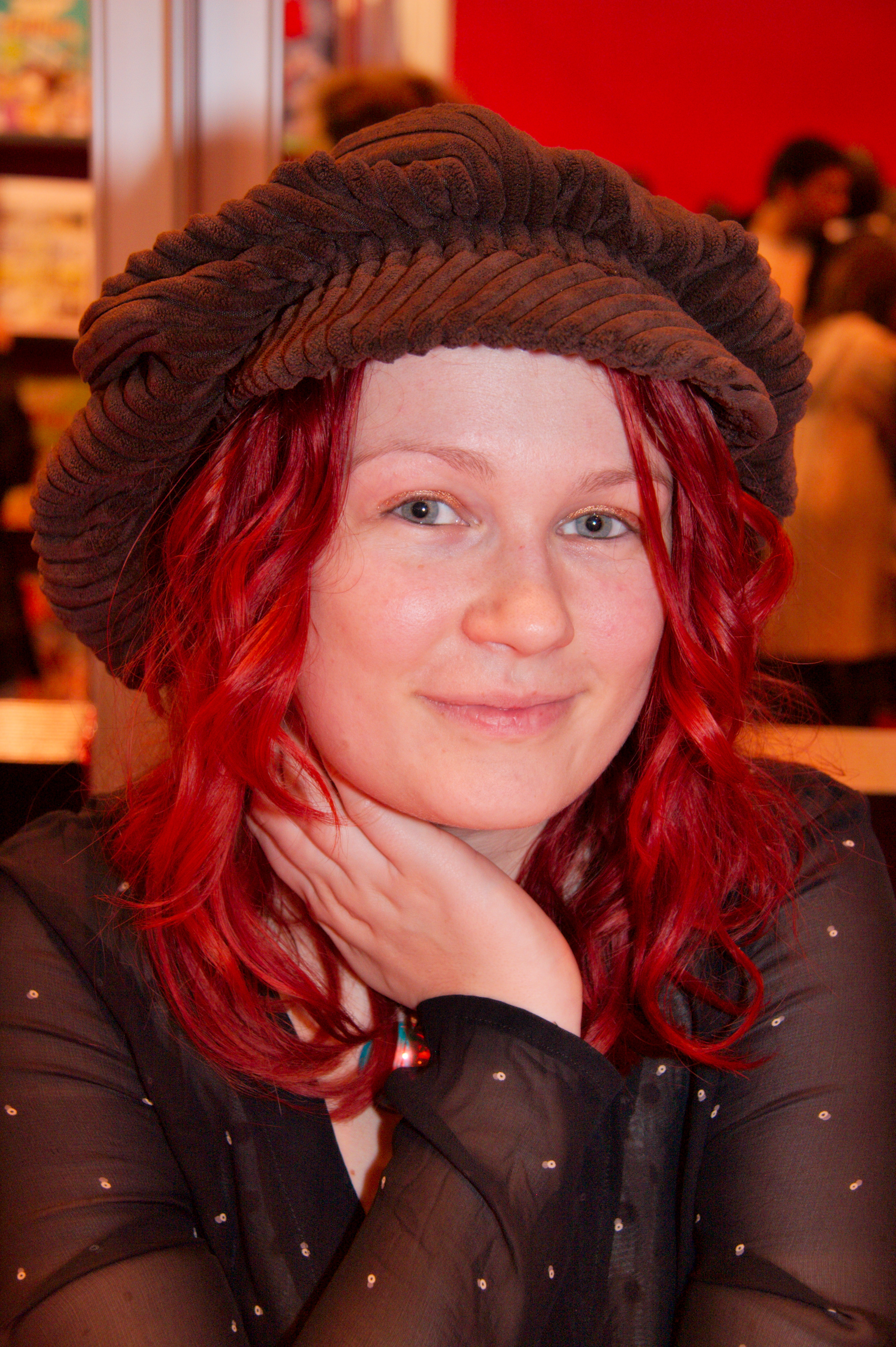
Laureline Michaut dite Laurel (née en 1983), illustratrice de bandes dessinées
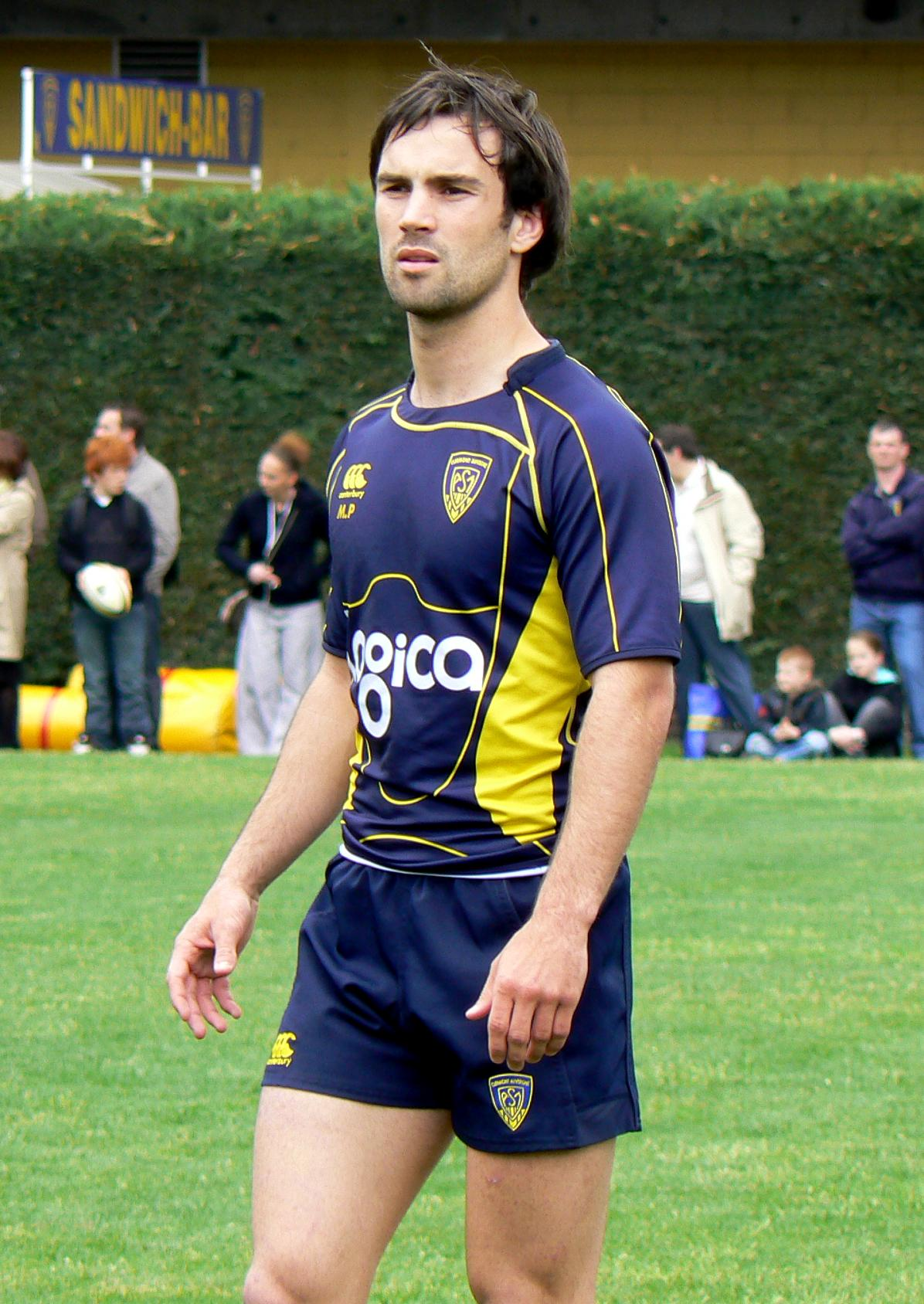
Morgan Parra (né en 1988) rugbyman français

Les personnes listées ci-dessous sont nées à Metz, sauf mention contraire.

### VIIIesiècle
- Amalaire (c. 775-850), dignitaire de l'Église carolingienne.

### XIIIesiècle
- Gautier de Metz (c. 1250), ecclésiastique et poète lorrain.

### XVesiècle
- François de Gournay (1450-1524), maître-échevin de la République messine ;
- Nicolas de Heu (c. 1461-1535), patricien messin ;
- Philippe Gérard, dit « de Vigneulles » (1471-1528), écrivain, conteur et chroniqueur ;
- Renaut de Gournay (c. 1478), maitre-échevin de la République messine ;
- Claudius Cantiuncula (c. 1496-c. 1560), juriste et humaniste lorrain.

### XVIesiècle
- Gaspard de Heu (c. 1517-1558), maître-échevin de Metz ;
- Mangin II Le Goullon (1525-1584), maître-échevin et député de Metz[1] ;
- Anutius Foesius (1528-1595), médecin helléniste français ;
- Johannes Polyander (1568-1646), théologien calviniste néerlandais ;
- Jean-Baptiste Saint-Jure (1588-1657), auteur jésuite ;
- Samuel Duclos (1589-1654), médecin huguenot français ;
- Didier Barra (c. 1590-1656), peintre français ;
- Paul Ferry (1591-1669), ecclésiastique français ;
- François de Nomé (c. 1592-c. 1623), peintre français ;
- Abraham de Fabert d’Esternay (1599-1662), homme de guerre, maréchal de France.

### XVIIesiècle
- Monsù Desiderio, pseudonyme pour François de Nomé et Didier Barra ;
- Daniel Rollin de Saint-André (1601-1662), officier supérieur hessois ;
- Charles Poerson (1609-1667), peintre français ;
- David Ancillon (1617-1692), théologien calviniste français ;
- Jean Olry (1623-1707), notaire huguenot français ;
- Paul du Vallier (c.1623-c.1700), magistrat français ;
- Joseph Ancillon (1626-1719), juriste huguenot français ;
- Louis-Charles de Nogaret de Foix (1627-1658), militaire et gouverneur français ;
- François Bancelin (1632-1703), théologien protestant français ;
- Valéran de Nassau-Usingen (1635-1702), prince allemand ;
- Sébastien Leclerc (1637-1714), peintre, dessinateur et graveur français ;
- Louis de Compiègne de Veil (1637 - ap.1679), hébraïste français ;
- Friedrich von Nassau-Weilburg (1640-1675), comte hessois ;
- Joseph Stadthagen (1640-1715), érudit juif allemand ;
- Abraham César Lamoureux (c.1640-1692), sculpteur français ;
- Johann Kasimir Kolbe von Wartenberg (1643-1712), ministre prussien ;
- Pierre Poiret (1646-1719), théologien calviniste français ;
- Jean Bernanos (1648-1695), corsaire français ;
- Tobias Cohn (1652-1729), médecin juif polonais ;
- Philippe Naudé l'Ancien (1654-1729), mathématicien et théologien huguenot français ;
- Jacob Le Duchat (1658-1735), érudit et philologue français ;
- Charles Ancillon (1659-1715), juriste huguenot français ;
- Jean Manassé d'Orthe (1660-1731), général prussien ;
- Charles Dolzé (1663-c. 1701), missionnaire français ;
- Louise Charbonnet (1665-1739), pédagogue piétiste française ;
- Jean François Baltus (1667-1743), théologien jésuite ;
- Louis de Chérisey (1667-1750), lieutenant-général français ;
- David Ancillon (1670-1723), pasteur et diplomate allemand ;
- Jacques Pierrard de Coraille (c. 1670-c. 1724), sculpteur français ;
- Pierre Carita (1676-1756), médecin huguenot français ;
- Philippe Naudé le Jeune (1684-1745), mathématicien huguenot franco-allemand.

### XVIIIesiècle
- Charles de Fieux de Mouhy (1701-1784), romancier français ;
- Nicolas-François Gillet (1709-1791), sculpteur français ;
- Abraham Joseph Michelet (1709-1786), numismate et collectionneur français ;
- Nicolas-François Gillet (1712-1791), sculpteur français ;
- Louis Gardeur-Lebrun (1714-1786), ingénieur géographe français ;
- Joseph Perrin des Almons (1717-1798), général français ;
- Jean-Baptiste Bécœur (1718-1777), ornithologue français ;
- Paul-Gédéon Joly de Maïzeroy (1719-1780), officier et théoricien militaire français ;
- Théodore de Tschudi (1720-1769), pamphlétaire français ;
- Louis Jean François de Chérisey (1722-1794), général français ;
- Antoine Louis (1723-1792), médecin français ;
- Claude Étienne Paquin de Vauzlemont (1723-1799), général de brigade de la Révolution française ;
- Laurent de Chazelles (1724-1808), agronome, magistrat français ;
- Charles Paul Émile de Chérisey (1725-1799), chef d'escadre français ;
- Jean-Baptiste-Nicolas Thomas de Pange (1727-1774), général français ;
- Jean Melchior Goullet de Rugy (1727-1813), général français ;
- Jacques Henri Lefebvre de Ladonchamps (1727-1815), général français ;
- Pierre Perrin de Saint-Marcel (1729-1811), général d'artillerie français ;
- Jacques Dominique de Buzelet (1729-1812), général français ;
- Jean Pierre Goullet de Latour (1730-1809), général français ;
- Philippe Evrard (1731-1807), général français ;
- Pierre-Joseph Buc’hoz (1731-1807), médecin et minéralogiste français ;
- Louis-Marie Fouquet de Belle-Isle (1732-1758), colonel d'infanterie et gouverneur de Metz ;
- Jean Nicolas Beauregard (1733-1804), jésuite français ;
- Jean-Baptiste Collignon (1734-1794), éditeur et imprimeur français ;
- Jean-Baptiste Le Prince (1734-1781), peintre et graveur français ;
- Jean-Baptiste de Tschoudi (1734-1784) militaire et botaniste français ;
- Claude-François de Lezay-Marnésia (1735-1800), militaire utopiste français ;
- Nicolas Francin (1735-1802), évêque constitutionnel de la Moselle ;
- Marguerite Rutan (1736-1794), religieuse martyre, vénérable ;
- Antoine Saint-Hillier (1737-1803), général de division français ;
- Claude Joseph de Turmel (1740-1816), général français ;
- Gabriel Jacques Lerivint (1741-1823), général de division français ;
- Jean-Louis Emmery (1742-1823), comte de Grozyeulx, homme politique français ;
- Adam Philippe de Custine (1742-1793), général français ;
- Henry Michel du Tennetar (1742-1800), professeur de médecine français ;
- Jean Baptiste Brice Tavernier (1744-1825), peintre et dessinateur français ;
- Charles Louis Gardeur-Lebrun (1744-1801), militaire français ;
- Jean François Blouet (1745-1809), avocat et journaliste français ;
- Claude Gardeur-Lebrun (1745-1828), ingénieur français ;
- François Barbé-Marbois (1745-1837), homme politique français, ministre sous le Premier Empire ;
- Claude Nicolas Emmery (1746-1826), député français sous le Premier Empire ;
- Joseph de Jobal (1746-1831), général de division français ;
- Antoine Sar (1747-1817), théologien français ;
- François Coliny (1748-1819), général de division français ;
- Nicolas Janny (1749-1822), prêtre et grammairien français ;
- Pierre Ignace Jaunez-Sponville (1750-1805), littérateur français ;
- Moïse Ensheim (1750-1839), mathématicien français ;
- Joseph Mathieu Sganzin (1750-1837), théoricien et ingénieur français ;
- Philippe Antoine Vogt d'Hunolstein (1750-1831), général et député français ;
- Georges Gardeur-Lebrun (1750-1817), ingénieur des Ponts-et-Chaussées français ;
- Pierre Louis de Lacretelle (1751-1824), homme politique ;
- Jean Nicolas Humbert de Fercourt (1751-1823), général de brigade français ;
- Jacques Louis de Bournon (1751-1825), minéralogiste français ;
- Jean-Victor Colchen (1751-1830), homme politique français ;
- Nicolas Joseph Schreiber (1752-1833), général français ;
- Nicolas Hentz (1753-c. 1830), député de la Moselle ;
- Charlotte de Bournon (1753-1830), femme de lettres française ;
- Jean-François Pilâtre de Rozier (1754-1785), aérostier français ;
- Pierre-Louis Roederer (1754-1835), homme politique français ;
- Jean-Baptiste Bouchotte (1754-1840), officier supérieur français ;
- Pierre-Sylvestre Jaunez (1755-1844), géomètre et architecte messin ;
- François René Le Goullon (1757-1839), chef cuisinier allemand ;
- Nicolas Villeroy (1759-1843), entrepreneur français ;
- François Faultrier (1760-1805), général de division français ;
- Mansuy-Dominique Roget de Belloquet (1760-1832), général français ;
- Louis Joseph Grandeau (1761-1832), général de division français ;
- Jean Nicolas Collignon (1762-1788), botaniste français[2] ;
- Charles Augustin Pioche (1762-1839), sculpteur français ;
- Simon de Faultrier (1763-1832), général de brigade français ;
- Louis Charles Folliot de Crenneville (1763-1840), général de corps d’armée autrichien ;
- Marie Louis Thomas de Pange (1763-1797), général français ;
- Joseph Coincé (1764-1833), religieux français ;
- François Thirion (1764-1837), général de division français ;
- Charles Victor Woirgard dit Beaugard ou Beauregard (1764-1810), général d’Empire français ;
- Louis-Victor Simon (1764-1820), violoniste et compositeur français ;
- François Durand de Tichemont (1765-1853), député français ;
- Charles de Lacretelle (1766-1855), historien français ;
- Basile Guy Marie Victor Baltus de Pouilly (1766-1845), général de brigade français ;
- Claude-François-Étienne Dupin (1767-1828), homme politique français ;
- Pierre Joseph Chédeaux (1767-1832), homme politique français ;
- Louis-Luc Loiseau de Persuis (1769-1819), compositeur français ;
- Joseph Bastien (1769-1838), officier français de la Grande Armée ;
- Jacques François Joseph Swebach-Desfontaines (1769-1823), peintre et dessinateur français ;
- Joseph de Turmel (1770-1848), député français ;
- Antoine Richepanse (1770-1802), général de division français ;
- François Étienne Kellermann (1770-1835), général de division français ;
- Claude Philippe de Viville (1770-1841), auteur français ;
- Jean-Baptiste Charles Bouchotte (1770-1852), officier supérieur français ;
- Charles Joseph de Raigecourt (1771-1860), général français ;
- Charles-Augustin Bassompierre (1771-1853), auteur dramatique français ;
- Alexandre Lalance (1771-1822), général de brigade français ;
- Pierre Hennequin (1772-1849), pédagogue français ;
- Étienne Pierre Morlanne (1772-1862), chirurgien obstétricien français[3] ;
- André Burthe d’Annelet (1772-1830), général de cavalerie français ;
- Jean Gougeon (1773-1836), général de brigade français ;
- Jean Baptiste Watrin (1773-1804), officier de cavalerie français ;
- Jean-Baptiste Pierre de Semellé (1773-1839), général de division français ;
- François Joseph Didier Liédot (1773-1812), officier supérieur français ;
- Joseph de Lardemelle (1773-1855), député français ;
- François Antoine Lallemand (1774-1839), général français ;
- Antoine Charles Louis de Lasalle (1775-1809), général de cavalerie français ;
- François Joseph Henrion (1776-1849), général français ;
- Henri Dominique Lallemand (1777-1823), général français ;
- Jean François Alexandre Boudet de Puymaigre (1778-1843), préfet français ;
- Jean Alexandre Pelt (1780-1829), philologue français ;
- Pierre-Jacques de Potier (1780-1840), général français ;
- Antoine-Marie Roederer (1782-1865), préfet et pair de France ;
- Guillaume Lallement (1782-1829), historien et journaliste français ;
- Olry Terquem (1782-1886), mathématicien français ;
- Jacques Emmery de Grozyeulx (1783-1839), homme politique français ;
- Henri-Joseph Paixhans (1783-1854), officier d’artillerie français ;
- Jean-François Génot (1783-1850), député français ;
- François Aubertin (1783-1821), graveur français ;
- Dominique François Burthe (1785-1852), aventurier français ;
- Claude Mangin (1786-1835), magistrat et préfet de police français ;
- Jean-Victor Poncelet (1788-1867), mathématicien et général français ;
- Nicolas Martin Vesco (1789-1883), général de brigade français ;
- Claude François Lallemand (1790-1853), professeur en médecine et chirurgien français ;
- Ferdinand von Parseval (1791-1854), général bavarois ;
- François Verronnais (1792-1879), auteur et imprimeur français ;
- Narcisse Parant (1794-1842), magistrat et homme politique français ;
- Charles-Narcisse Oulif (1794-1867), juriste français ;
- Aimé Nicolas Derode (1795-1879), historien français ;
- Robert Dupuy (1795-1872), artiste et lithographe français ;
- Édouard Jaunez (1795-1876), maire de Metz sous le Second Empire ;
- Charles Monard (1795-1854), chirurgien militaire français ;
- Pascal Monard (1795-1874), chirurgien militaire et botaniste français ;
- Samuel Cahen (1796-1862), journaliste français ;
- Maximilien Simon (1797-1861), compositeur français, Grand prix de Rome 1823 ;
- Auguste Rolland (1797-1859), architecte et pastelliste français ;
- Eugénie Charmeil (1797-1855), aquarelliste française ;
- Auguste Stourm (1797- 1865), homme politique français ;
- Olry Terquem (1797-1887), géologue français ;
- Amable Tastu (1798-1885), femme de lettres française ;
- Jean-Charles Herpin (1798-1872) chimiste et médecin français ;
- Charles François Woirhaye (1798-1878), avocat français ;
- Philippe Félix Maréchal (1798-1871), maire de Metz sous le Second Empire ;
- Adrien Dembour (1799-1887), auteur et imprimeur français.

### XIXesiècle
- Joseph Bérard (1800-1883), pédagogue français ;
- Laurent-Charles Maréchal dit Maréchal de Metz (1801-1887), peintre français ;
- Christophe Fratin (1801-1864), sculpteur français ;
- Émile Bégin (1802-1888), historien lorrain ;
- Charles-Étienne Collignon (1802-1885), député français ;
- Pierre-François Gautiez (1803-1856), architecte français ;
- Antoine Chautan de Vercly (1804-1891), général de brigade français ;
- Casimir Mahou (1804-1875), chimiste en Espagne, fondateur des bières Mahou à Madrid ;
- Etienne Casimir Oulif (1804-1861), pionnier de la photographie ;
- Théodore Fantin-Latour (1805-1872), pastelliste et peintre français ;
- Mathieu Richard Auguste Henrion (1805-1862), historien du droit français ;
- Nicolas Cadiat (1805-1856), ingénieur civil français ;
- Xavier Rousselot (1805-1895), philosophe et traducteur français ;
- Jean-Charles Chenu (1808-1879), médecin militaire et naturaliste français ;
- Charles de Wendel (1809-1870), homme politique français ;
- François Auguste Goze (1810-1893), général de division français ;
- Ambroise Thomas (1811-1893), compositeur français ;
- Octavie Marie Elisabeth de Lasalle von Louisenthal (1811-1890), artiste peintre française ;
- Eugène Rolland (1812-1885), polytechnicien français ;
- Jean Durand de Villers (1814-1886), général de division français ;
- Louis-Amédée Humbert (1814-1876), député français ;
- Gabriel Auguste Daubrée (1814-1896), géologue français ;
- Jean Nicolas Eugène Vesco (1816-1880), officier de marine français ;
- Joseph Fayard (1816-1908), homme politique français ;
- Charles Eugène Durand de Villers (1816-1893), général de brigade français ;
- Théodore-Joseph Boudet de Puymaigre (1816-1901), homme de lettres français ;
- Charles Joseph du Pasquier de Dommartin (1817-1871), député français sous le Second Empire ;
- Charles-André Malardot (1817-1879), graveur et peintre français ;
- Marie-Eugénie de Jésus (1817-1898), fondatrice des Religieuses de l’Assomption ;
- Achille Delesse (1817-1881), géologue et minéralogiste français ;
- Jean Louis Protche (1818-1886), ingénieur français ;
- Louis-Théodore Devilly (1818-1886), artiste peintre français ;
- Jean-Pierre Delatte (1818-1881), général de brigade français ;
- Charles-Raphaël Maréchal (1818-1886), peintre français ;
- Jean Auguste Marc (1818-1886), illustrateur français ;
- Jeanne Arnould-Plessy (1819-1897), actrice française ;
- Marie Octavie Sturel Paigné (1819-1854), peintre française ;
- Jean-Augustin Barral (1819-1884), chimiste, agronome et physicien français ;
- Benjamin Lipman (1819-1886), grand-rabbin de Metz de 1863 à 1872 ;
- Jean-Jules Jacott (c.1820-ap. 1885), graveur français ;
- Léon Legouest (1820-1889), médecin militaire français ;
- Charles-François Champigneulle (1820-1882), industriel français ;
- Jean-Baptiste Pierné (1821-1894), professeur et chanteur français ;
- Émile Faivre (1821-1868), artiste peintre français ;
- Adolphe-Marie Gubler (1821-1879), médecin et pharmacologue français ;
- Isaac Léon Trenel (1822-1890), rabbin français ;
- Gustave Humbert (1822-1894), homme politique français, ministre sous la IIIe République ;
- Auguste Hadamard (1823-1886), artiste peintre français ;
- Joseph Charles Daga (1825-1885), médecin militaire français ;
- Charles-Raphaël Maréchal (1825-1888), artiste peintre français ;
- Joseph Hussenot (1827-1896), peintre français ;
- Jean François Racine (1827-1902), architecte français ;
- Jules-Édouard Magy (1827-1878), artiste peintre français ;
- Jules Verronnais (1827-1896) auteur et imprimeur français ;
- François Achille Thomassin (1827-1919), général de division français ;
- Gustave-Joseph Munier (1828-1897), général de division français ;
- Charles Pêtre (1828-1907), sculpteur français ;
- François-Émile Michel (1828-1909), peintre français ;
- Jules Loyson (1829-1902), théologien français ;
- Caroline Colchen Carré de Malberg (1829-1891), fondatrice de la société des filles de saint François de Sales ;
- Ernest Auricoste de Lazarque (1829-1894), gastronome, historien et folkloriste du pays messin ;
- Adolphe Bellevoye (1830-1908), graveur et entomologiste français ;
- Eugène Billy (1830-1878), député français ;
- Étienne Lorédan Larchey (1831-1902), lexicographe et archiviste français ;
- Albert Terquem (1831-1887), scientifique français ;
- Paulin Didion (1831-1879), auteur et imprimeur français ;
- Henri Jeandelize (1832-1914), érudit du Pays messin ;
- Émile Hirsch (1832-1904), peintre et verrier français ;
- Alfred Mayrargues (1833-1901), financier français ;
- Edouard von Jaunez (1834-1916), député protestataire lorrain au Reichstag ;
- Jérôme Vladislas Kieniewicz (1834-1864), ingénieur centralien français ;
- Henri Lanique (1839-1898), député protestataire lorrain au Reichstag ;
- Émile Mathieu (1835-1890), mathématicien français ;
- Maurice du Coëtlosquet (1836-1904), érudit français ;
- Léon Simon (1836-1910), peintre et dessinateur français ;
- Joseph Décembre-Allonie (1836-1906),  écrivain et historiographe français ;
- Joseph Ernest Joba (1836-1900), intendant militaire français ;
- Gabriel Adrien Robinet de Cléry (1836-1914), magistrat français ;
- Alexandre Émile Auburtin (1838-1899), architecte français ;
- Victor Jaclard (1840-1903), socialiste, communard et anarchiste français ;
- Louis Aimé Augustin Le Prince (1841-1890), inventeur théorique du cinéma ;
- Félix Alcan (1841-1925), éditeur français ;
- Alfred Macherez (1841-1904), homme politique français ;
- Amélie Valentino (1842-1921), peintre française ;
- Henri Félix de Lamothe (1843-1926), administrateur colonial français ;
- Marie-Auguste Flameng (1843-1893), artiste peintre français ;
- Léon Barillot (Montigny-lès-Metz 1844-1929), peintre et graveur français ;
- Alfred Coupillaud (1844-1925), général de division français ;
- Rémy-Édouard Jacquemin (1844-1906), architecte français ;
- Paul Verlaine (1844-1896), poète français ;
- Émile Boilvin (1845-1899), peintre et graveur français ;
- Jean Baptiste Jules Dalstein (1845-1923), général de division français ;
- Jules-Dominique Antoine (1845-1917), député lorrain protestataire ;
- Auguste Jacot (prêtre) (1845-1919), prêtre lorrain germanophile ;
- Eugène Rolland (1846-1909), ethnologue français ;
- Charles Feldmann (1846-1929), général de division français ;
- Justin Dennery (1847-1928), général de brigade français ;
- Nicolas Charles Chomer (1849-1915), général de division français ;
- Léon Jean Benjamin de Lamothe (1849-1936), général et géologue français ;
- Edmond Robert (1849-1907), homme politique français ;
- Albert Bettannier (1851-1932), peintre français ;
- Jules Lagneau (1851-1894), pédagogue français ;
- Arthur Joseph Poline (1852-1934), général de division français ;
- Albert de L'Espée (1852-1918), mondain dilettante français ;
- Louis-Charles-Marie Champigneulle (1853-1905), maître-verrier français ;
- Louis Maurice Bompard (1854-1935), sénateur de la Moselle sous la IIIe République ;
- Paul Michaux (1854-1923), fondateur de la FGSPF ;
- Olivier de Fremond (1854-1940), officier français ;
- Lucien Bertholon (1854-1914), médecin et anthropologue français ;
- Paul Chevreux (1854-1913), historien français ;
- François de Curel (1854-1928), écrivain, membre de l’Académie française ;
- Henri Vever (1854-1942), joaillier et collectionneur d'art français ;
- Emmanuel Hannaux (1855-1934), sculpteur français ;
- Gaston Dupuis (1855-1914), général de brigade français ;
- Marie-Anne de Bovet (1855-1924), femme de lettres française ;
- Paul Émile Diou (1855-1914), général français ;
- Anatole Gleizes, alias Anthony Gildès (1856-1941), acteur français ;
- Lucien Gallois (1857-1941), géographe français ;
- Louis Ernest de Maud’huy (1857-1921), général et député français ;
- Camille Aderer (1858-1891), peintre française ;
- Henri François Joseph Boudet de Puymaigre (1858-1940), militaire et homme politique français ;
- Jean-Julien Barbé (1858-1950), archiviste du Pays messin ;
- Louis Hestaux (1858-1919), peintre français ;
- Gustave Kahn (1859-1936), poète symboliste et critique d’art français ;
- Marie Sautet (1859-1937), "marraine des Poilus" ;
- Claude Léon Broutin (1859-1926), auteur d’un traité d’escrime ;
- Louis Adrian (1859-1933), polytechnicien et militaire français ;
- Gabriel Putz (1859-1925), général français ;
- Georges Leredu (1860-1943), homme politique, ministre de la IIIe République ;
- Achille Broutin (1860-1918), maître d’armes et collectionneur français ;
- Armand Henry Prillot (1862-1910), photographe français ;
- Gabriel Pierné (1863-1937), compositeur français ;
- Alfred Perot (1863-1925), physicien français ;
- Mayer Lambert (1863-1930), rabbin et orientaliste français ;
- Georges Varney (1864-1930), vice-amiral français ;
- Émile de Lacoste (1864-1949), capitaine de frégate français ;
- Edmond Berthélémy (1866-1961), général de division français ;
- Charles de Lardemelle (1867-1935), général de division français ;
- Ker-Xavier Roussel (Lorry-lès-Metz 1867-1944), peintre français ;
- Michel Thiria (1867-1938), maître-verrier français ;
- Pierre de Lacombe (1868-1933), général de brigade français ;
- Émile Fabre (1869-1955), écrivain français ;
- Georges Saint-Paul (Montigny-lès-Metz 1870-1937), médecin militaire français ;
- Eugène Humbert (1870-1944), militant pacifiste français ;
- Lucie Rogues (1871-1965), peintre française ;
- Jean-Pierre Jean (1872-1942), député français de la IIIe République ;
- Alfred Lévy (1872-1965), peintre aquarelliste français ;
- Pierre Burtin (1874-1905), officier français ;
- Léon-Paul Classe (1874-1945), ecclésiastique français ;
- Emil Felden (Montigny-lès-Metz 1874-1959), théologien pacifiste allemand ;
- Paul Pierné (1874-1952), compositeur et organiste français ;
- Alfred Pellon (1874-1947), peintre et poète lorrain ;
- Robert Zartmann (1874-1954), artiste peintre allemand ;
- Olga Lagrange-Gerlach (1874-1949), mezzo-soprano allemande ;
- Valérie Bergère (1875-1938), comédienne germano-américaine ;
- Paul Leschhorn (1876-1951), peintre allemand ;
- Wilhelm Michel (1877-1942), écrivain allemand ;
- Hans Benda (1877-1951), amiral allemand ;
- Wilhelm Rohr (1877-1930), officier supérieur allemand ;
- Antonie Pfülf (1877-1933), femme politique allemande ;
- Bernhard Möllers (1878-1945), médecin militaire allemand ;
- Paul Niclausse (1879-1958), sculpteur français ;
- Pierre-Maurice Masson (1879-1916), critique littéraire français ;
- Édouard Moncelle (1879-1962), homme politique français ;
- Arthur Kobus (1879-1945), général allemand ;
- Waldemar von Riedel (1879-1945), officier allemand ;
- Johann Großwendt (1879-1968), architecte et urbaniste allemand ;
- Frieda von Richthofen (1879-1956), intellectuelle allemande ;
- Wilhelm Hermann Münch (1879-1969), astrophysicien allemand ;
- Otto Flake (1880-1963), écrivain allemand ;
- Karl Süpfle (1880-1942), professeur de médecine allemand ;
- Otto Behrendt (1880-ap.1945), officier de marine allemand ;
- Rudolf Harney (1880-1965), ecclésiastique protestant allemand ;
- Ernst Batzer (1881-1938), conservateur de musée allemand ;
- Charles Willy Kayser (1881-1942), acteur et réalisateur allemand ;
- Ernst Wendel (1881-ap.1938), architecte allemand ;
- August Valentin Jäger (1881-1954), peintre allemand ;
- Minna Beckmann-Tube (1881-1964), peintre et soprano allemande ;
- Karl Hermann Scheumann (1881-1964), minéralogiste allemand ;
- Sigmund von Imhoff (1881-1967), général allemand ;
- Luise von Winterfeld (1882-1967), archiviste allemande ;
- Gerta von Ubisch (1882-1965), généticienne et botaniste allemande ;
- Friedrich Marnet (1882-1915), pilote allemand ;
- Otto Karl Stollberg (1883-1948), éditeur allemand ;
- Günther Rüdel (1883-1950), général d’Armée allemand ;
- Ernst Wieblitz (1883-1973), officier de marine allemand ;
- Wilhelm Baur (1883-1964), général de division allemand ;
- Joachim Degener (1883-1953), général de brigade allemand ;
- Rudolf John Gorsleben (1883-1930), écrivain allemand ;
- Alfred Heurich (1883-1967), architecte et inventeur allemand ;
- Hermann Wendel (1884-1936), écrivain allemand ;
- Walter Curt Behrendt (1884-1945), architecte et urbaniste germano-américain ;
- Ilse Heller-Lazard (1884-1934), artiste peintre germano-suisse ;
- Lou Albert-Lasard (1885-1969), peintre franco-allemande ;
- Karl Braun (1885-1945), pilote allemand ;
- Hermann Schaefer (1885-1962), général de brigade allemand ;
- Anna Kaiser (1885-1942), artiste peintre ;
- Johannes Heinrich Hemmer (1886-1942), haut fonctionnaire allemand ;
- Kurt von Falkowski (1886-1953), général de brigade allemand ;
- Hans Carls (1886-1952), prêtre catholique allemand ;
- Désiré Ferry (1886-1940), homme politique français ;
- Bodo Zimmermann (1886-1963), général de division allemand ;
- Otto Schumann (1886-1952), général allemand ;
- Maria Joseph Weber (1887–1949), prêtre catholique allemand ;
- Ernst Terres (1887-1958), scientifique allemand ;
- Ludwig Herthel (1887-1965), artiste peintre allemand ;
- Walther Kittel (1887-1971), général allemand ;
- Hans Eberhard Kurt von Salmuth (1888-1962), général d’armée allemand ;
- Karl Kriebel (1888-1961), général de corps d’armée allemand ;
- Kurt Griepenkerl (1888-ap.1944), officier supérieur allemand ;
- Gustav Klingelhöfer (1888-1961), homme politique allemand ;
- Friedrich Blaul (1889-1947), général allemand ;
- Peter Bell (1889-1939), homme politique allemand ;
- Hans-Henning von Fölkersamb (1889-1984), général allemand ;
- François Heigel (Montigny-lès-Metz 1889-1966), artiste peintre lorrain ;
- Franz Gabriel Welter (1890-1954), archéologue allemand ;
- Fritz von Twardowski (1890-1970), diplomate allemand ;
- Eduard Schützek (1890-1979), général allemand ;
- Hans Lasser (1891-1932), peintre allemand ;
- Bruno Fürst (1891-1965), juriste germano-américain ;
- Eugen Müller (1891-1951), général de corps d’armée allemand ;
- Arthur von Briesen (1891-1981), général de brigade allemand ;
- Otto Krueger (1891-1976), général de brigade allemand ;
- Emil Heinrich Diehl (1891–1933), homme politique allemand ;
- Klaus von Baudissin (1891-1961), historien d'art allemand ;
- Gabriel Hocquard (1892-1974), homme politique français
- Ludwig Bieringer (1892-1975), général de brigade allemand ;
- Ernst Schreder (1892-1941), général de brigade allemand ;
- Erich Knitterscheid (1892-1981), haut fonctionnaire allemand ;
- Karl Spiewok (1892-1951), homme politique allemand ;
- Wilhelm Reue (1893-1962), peintre et architecte allemand ;
- Eduard Krüger (1893-1963), cavalier allemand ;
- Hans-Lothar von Gemmingen-Hornberg (1893-1975), industriel allemand ;
- Arnold Schmitz (1893-1980), musicologue allemand ;
- William Guldner, alias Theo Shall (1894-1955), acteur allemand ;
- Hans-Edgar Endres, (1894-ap.1942), bobeur allemand ;
- Raymond Schwartz (1894-1973), écrivain espérantiste français ;
- Else Scheuer-Insel (1894-1967), militante pacifiste allemande ;
- Hans-Albrecht Lehmann (1894-1976), général de brigade allemand ;
- Kurt Haseloff (1894-1978), général de brigade allemand ;
- Theodor Berkelmann (Le Ban-Saint-Martin 1894-1943), général de corps d’armée allemand ;
- Josef Gutzeit (1894-1975), général de brigade allemand ;
- Edgar Feuchtinger (1894-1960), général de division allemand ;
- Rolf von Lilienhoff-Zwowitzky (Montigny-lès-Metz 1895-1956), officier de marine allemand ;
- Axel Schard (1894-1962), auteur germano-suédois ;
- Hans Otto Glahn (1895-ap. 1933), homme politique allemand ;
- Marcel Payen (1895-1966), peintre pastelliste français ;
- Hans Leistikow (1895-1967), général de brigade allemand ;
- Marcel Kirsch (Montigny-lès-Metz 1895-1978), syndicaliste français ;
- Charles Oberling (1895-1960), professeur de médecine français ;
- Wilhelm Giese (1895-1990), linguiste allemand ;
- Pierre Fourmaintraux (1896-1974), artiste verrier français ;
- Richard Zöllner (1896-1954), musicien et compositeur allemand ;
- Hans Scheil (1896-1988), peintre expressionniste allemand ;
- Karl Paletta (1896-ap.1954), musicien et chef de chœur allemand ;
- Jutta Jol (1896-1981), actrice allemande ;
- Joachim von der Lieth-Thomsen (1896-1918), pilote allemand ;
- Erich von Brückner (1896-1949), officier supérieur allemand ;
- Rudolf Schmundt (1896-1944), général de corps d’armée allemand ;
- Wilhelm Falley (1897-1944), général de division allemand ;
- Tiana Lemnitz (1897-1994), soprano allemande ;
- Julius von Bernuth (1897-1942), général de brigade allemand ;
- Johannes Hintz (1898-1944), général de division allemand ;
- Ernst Moritz Mungenast (1898-1964), écrivain allemand ;
- Franz Siebe (1898-1970), homme politique allemand ;
- Gerhard von Wrisberg (1898-1986), officier supérieur allemand ;
- Albert Magnus (1899-1985), homme politique allemand ;
- Max Braubach (1899-1975), historien allemand ;
- Herbert Gundelach (1899-1971), général de brigade allemand ;
- Leo Weisgerber (1899-1985), linguiste allemand ;
- Anny Wienbruch (1899-1976), écrivain allemande ;
- Willi Kalmes (1899-1963), entrepreneur allemand ;
- Wilhelm Heidrich (1899-1965), architecte allemand ;
- Joachim-Friedrich Lang (Montigny-lès-Metz 1899-1945), général de brigade allemand ;
- Heinz Reitbauer (1899-1960), homme politique allemand ;
- Hans Wilhelm Bansi (1899-1982), professeur de médecine allemand.

### XXesiècle
- Cora Eppstein (1900-1939), chanteuse allemande ;
- Carl Ludwig Schmitz (1900-1967), sculpteur germano-américain ;
- Gabriel Pellon (1900-1975), peintre, décorateur et scénographe allemand ;
- Kurt von Fritz (1900-1985), philologue allemand ;
- Franz Curt Fetzer (1900-2000), homme d'affaires autrichien ;
- Gustave Abel (1901-1988), spéléologue autrichien ;
- Maxim Kuraner (1901-1978), homme politique allemand ;
- Alfred Thimmesch (1901-1944), résistant français et juste parmi les nations ;
- Heinrich Troßbach (1903-1947), athlète allemand ;
- Rudolf Daudert (1903-1988), sculpteur allemand ;
- Jean Schneider (1903-2004), médiéviste français ;
- Ludwig Lambert (1904-1952), ingénieur allemand ;
- Jean Burger (1904-1945), communiste et résistant français ;
- Helene Haeusler (1904-1987), designer allemande ;
- Walter Schwarz (1904-1989), botaniste israélien ;
- Max Walter (1905-1987), haltérophile allemand ;
- Bernhard Wintzer (1905-ap.1945), officier supérieur allemand ;
- Richard Christmann (Montigny-lès-Metz 1905-1989), agent de renseignement allemand ;
- Heinz Harmel (1906-2000), général de brigade allemand ;
- Kurt Kaiser (Montigny-lès-Metz 1906-1974), auteur de bande dessinée germano-italien ;
- Charles David (1906-1999), producteur de cinéma français ;
- Walter Sonntag (1907-1948), chirurgien-dentiste allemand ;
- Erwin Schenk (1907), géologue allemand ;
- Charlotte Knabe (1907-1991), archiviste allemande ;
- Egon von Tresckow (Montigny-lès-Metz 1907-1952), illustrateur et caricaturiste allemand ;
- Helmuth Bode (1907-1985), officier supérieur allemand ;
- Polly Maria Höfler (1907-1952), femme de lettres allemande ;
- Émile Veinante (1907-1983), footballeur et entraîneur français ;
- Marcel Lutz (1908-2000), archéologue lorrain ;
- Willy Huhn (1909-1970), théoricien communiste allemand ;
- Viktor Warnach (1909-1970), théologien allemand ;
- Hans Robert Weihrauch (1909-1980), historien d'art allemand ;
- Walter Ulbrich (1910-1991), scénariste et producteur allemand ;
- Friedrich Hunzinger (1910-1979), personnalité politique allemande ;
- Albert Schneider (1910-1999), enseignant universitaire français ;
- Robert Folz (1910-1996), médiéviste français ;
- Erich Schmidt (1910-2005), organiste et chef de chœur allemand ;
- Johannes Mühlenkamp (Montigny-lès-Metz 1910-1986), officier supérieur allemand ;
- Lucie Rivel (1910-1995), artiste peintre française ;
- Marcel Mercier (1911-1996), pianiste compositeur français ;
- Heinrich Bensing (1911-1955), ténor allemand ;
- Hermann Drum (Montigny-lès-Metz 1911-1945), activiste politique allemand ;
- Kurt Adolf Mautz (Montigny-lès-Metz 1911-2000), écrivain allemand ;
- Wolf Ackva (Montigny-lès-Metz 1911-2000), acteur allemand ;
- William Biehn (1911-1997), peintre orientaliste français ;
- Oskar Döbrich (1911-1970), peintre allemand ;
- Wilhelm Loos (1911-1988), officier allemand ;
- Peter-Erich Cremer (1911-1992), officier de marine allemand ;
- Otto Fuchs (1911–2000), peintre allemand ;
- Albert Eiselé (1913-1992), avocat et auteur lorrain ;
- Anni Steuer (1913-1995), athlète et médaillée olympique allemande ;
- Marcel Marchal (1913-2010), footballeur français ;
- Solange Bertrand (Montigny-lès-Metz 1913-2011), artiste-peintre française ;
- Joachim Pötter (1913-1992), officier supérieur allemand ;
- Roger Barlet (1914-1944), résistant français ;
- Margarete Dierks (1914-2010), femme de lettres allemande ;
- Ludwig Weißmüller (1915-1943), officier allemand ;
- Claude Mallmann (1915-1981), graveur français ;
- Helmut Sinn (né en 1916), pilote et entrepreneur allemand ;
- Camille Hilaire (1916-2004), artiste peintre français ;
- Karl Franke (1917-1996), sculpteur allemand ;
- Walter Bordellé (1918-1984), officier allemand ;
- Jean-Marie Heyrend (1919-2005), Compagnon de la Libération ;
- Hans Lautenschlager (Montigny-lès-Metz 1919-2007), homme politique allemand, député européen de 1968 à 1977 ;
- Jean-Nicolas Muller (1920-1972), chirurgien et dirigeant de football français ;
- Marthe Hoffnung (née en 1920), résistante française ;
- Jean Fèvre (1920-1945), Compagnon de la Libération ;
- Robert Chauvin (1920-1942), aviateur français des Forces françaises libres ;
- René Bour (Montigny-lès-Metz 1920-2010), historien régionaliste français ;
- Alfred Tinsel (1920-1989), peintre figuratif français ;
- Guy Herlory (1920-2013), homme politique français ;
- Simone Mayer (1920-2006), professeur de médecine française ;
- Gabriel Braun (Montigny-lès-Metz 1921-1983), footballeur français ;
- Louis Roussel (1921-2011), sociologue et démographe français ;
- Jean Laurain (1921-2008), homme politique français, ministre des anciens combattants de 1981 à 1986 ;
- Monique Berlioux (1923-2015), championne de natation française ;
- René Darbois (1923-1955), aviateur français ;
- Claude Santelli (1923-2001), réalisateur, scénariste et producteur français ;
- Robert Willar (1923-2008), animateur de radio français ;
- Henri Baillot (Magny 1924-2000), footballeur français de 1945 à 1955 ;
- Théo Olivarez (1924-2006), footballeur français de 1944 à 1948 ;
- Pierre Simon (1925-2008), médecin français ;
- René Guthmuller (1926-2012), footballeur français ;
- Micheline Boudet (née en 1926), actrice française ;
- François Boulangier (né en 1926), philatéliste français ;
- Pierre Guisolphe (né en 1927), ambassadeur de l'Ordre de Malte ;
- André Schwarz-Bart (1928-2006), écrivain français ;
- Gilles Ehrmann (1928-2005), photographe français ;
- Jean Rustin (Montigny-lès-Metz 1928-2013), artiste-peintre français ;
- Bernard Dort (1929-1994), universitaire et théoricien du théâtre français ;
- Jean-Jacques Salomon (1929-2008), philosophe et écrivain français ;
- Jean-Claude Kuhnapfel (né en 1931), footballeur français de 1951 à 1959 ;
- Paul Bladt (né en 1931), homme politique français ;
- Philippe Contamine (né en 1932), historien médiéviste français ;
- Bernard Guerrier de Dumast (né en 1932), industriel français ;
- Ginette Bedard (née en 1933), coureuse de fond franco-américaine ;
- André Hess (Montigny-lès-Metz 1933-), footballeur français ;
- Jean-Marie Straub (né en 1933), cinéaste français ;
- Louise Hay (1935-1989), mathématicienne américaine ;
- Renaud Matignon (1935-1998), écrivain et journaliste français ;
- Hugues de Varine (né en 1935), historien et muséologue français ;
- Nathan Wachtel (né en 1935), historien et anthropologue français ;
- Jacques Charrier (né en 1936), acteur français ;
- Henri Prosi (1936-2010), artiste peintre français ;
- Jean-François Burgelin (1936-2007), magistrat français ;
- Pierre Merlin (né en 1937), ingénieur géographe et urbaniste, français fondateur de l’Institut français d’urbanisme ;
- Marcel Husson (né en 1937), footballeur, entraîneur français ;
- Claude Reichman (né en 1937), homme politique français ;
- Georges Zvunka (né en 1937), footballeur français  ;
- Yvette Pierpaoli (Le Ban-Saint-Martin 1938-1999), militante humanitaire française ;
- André Forfert (1938-2012), sculpteur français ;
- Isabelle Corey (née en 1939), actrice française ;
- Monique Messine (1940-2003), actrice française ;
- Georg Herzig (1941-2008), artiste peintre allemand ;
- Jean-Marie Schléret (né en 1941), homme politique français ;
- Kurt Max Eger (né en 1942), enseignant chercheur allemand ;
- Hans Pizka (né en 1942), musicien corniste autrichien ;
- Max Erben (né en 1942), musicien, chanteur et conteur allemand ;
- Reinhold Busch (né en 1942), médecin et écrivain allemand ;
- Horst Bayrhuber (né en 1942), biologiste allemand ;
- Dieter Lösgen (né en 1942), sportif allemand ;
- Frank-Lothar Hossfeld (1942-2015), théologien allemand ;
- Rainer Negrelli (né en 1943), artiste peintre allemand ;
- Hugo Jung (1943-2007), journaliste allemand ;
- Hans Christian Rudolph (1943-2014), acteur allemand ;
- Philippe Bilger (né en 1943), magistrat français ;
- Joachim Schultz-Tornau (né en 1943), homme politique allemand ;
- Volker Hassemer (né en 1944), homme politique allemand, sénateur à Berlin ;
- Beatrix Wittschell (née en 1944), artiste allemande ;
- Jacques Mercier (né en 1945), chef d'orchestre français ;
- Jean-Jacques Aillagon (né en 1946), homme politique français, ministre de la culture et de la communication de 2002 à 2004 ;
- François Ascher (1946-2009), urbaniste et sociologue français ;
- Claude Cymerman (né en 1947), pianiste français ;
- Jean-Louis Masson (né en 1947), homme politique français ;
- Anne Jolivet (née en 1947), actrice et scénariste française ;
- Georges Lang (né en 1947), animateur radio français ;
- Bernard-Marie Koltès (1948-1989), auteur dramatique français ;
- Alain Surget (né en 1948), écrivain français ;
- Gilbert Thiel (né en 1948), magistrat français ;
- Régis Wargnier (né en 1948), réalisateur, producteur et scénariste français ;
- Stanislas Lalanne (né en 1948), évêque français ;
- Jean-François Johann (né en 1949), animateur radio français ;
- Jean Viard (né en 1949), sociologue français ;
- Gilles Pudlowski (né en 1950), journaliste et critique gastronomique ;
- Jean Daltroff (né en 1950), historien français ;
- Jean-François Johann, (né en 1950), animateur radio français à RTL ;
- Jean-Luc Tartarin (né en 1951), photographe français ;
- Philippe Walter (né en 1952), médiéviste français ;
- Pierre Hanot (né en 1952), musicien français ;
- Thierry Heckendorn (né en 1952), acteur français ;
- Pierre Stolze (né en 1952), auteur français ;
- Stephen Michael Stirling (né en 1953), auteur anglo-canadien ;
- Patrick Simon (né en 1953), poète québécois ;
- Mike MacDonald (né en 1954), acteur anglo-canadien ;
- Philippe Boivin (né en 1954), compositeur français de musique contemporaine ;
- Olivier Français (né en 1955), homme politique suisse ;
- Nathalie Griesbeck (née en 1956), femme politique française ;
- Thierry Beauvert (né en 1956), musicologue français, animateur et producteur de radio ;
- Jean-Marie Barre (née en 1956), artiste peintre français ;
- Marie-Claire Buzy (née en 1957), chanteuse française ;
- Vincent Éblé (né en 1957), homme politique français ;
- Suzanne Giraud (née en 1958), compositrice française de musique contemporaine ;
- Christian Jacob (né en 1958), pianiste de jazz français ;
- Thierry Coudert (né en 1958), homme politique ;
- Jean-François Clervoy (Longeville-lès-Metz 1958-), astronaute français ;
- Patrick Clervoy (né en 1958), médecin psychiatre français ;
- Olivier Krumbholz (Longeville-lès-Metz 1958-), entraîneur français ;
- Michel Kirch (né en 1959), photographe plasticien français ;
- Thierry Lentz (né en 1959), historien français ;
- Francis Heaulme (né en 1959), tueur en série français ;
- Thierry Hesse (né en 1959), écrivain français ;
- Sam Spiegel (né après 1960), acteur français ;
- Jean-Luc Thiébaut (né en 1960), joueur de handball français ;
- François Grosdidier (né en 1961), homme politique français ;
- Jean-Philippe Rohr (né en 1961), footballeur français ;
- Paul Duchesnay (né en 1961), patineur artistique français ;
- Nadine Soubrouillard (née en 1961), illustratrice française ;
- Thierry Antinori (né en 1961), manager français ;
- Philippe Flucklinger (né en 1963), footballeur français ;
- Denis Mogenot (né en 1963), footballeur français ;
- Serge Romano (né en 1964), entraîneur de football français ;
- Pascal Barollier (né en 1965), journaliste français ;
- Bruno Saura (né en 1965), anthropologue français ;
- Christophe Niesser (1966-1999), football français ;
- Thierry Pauk (né en 1966), footballeur français ;
- Louis Corte (né en 1966), auteur-compositeur et producteur de musique français ;
- Fred Chapellier (né en 1966), guitariste français ;
- Patrice Killoffer (né en 1966), dessinateur et scénariste ;
- Paul-Éric Blanrue (né en 1967), écrivain français ;
- Ginesa Ortega (née en 1967), chanteuse espagnole ;
- Raphaël Piolanti (né en 1967), athlète français ;
- Thierry Corona (né en 1967), sommelier français ;
- Olivier Delaitre (né en 1967), entraîneur de tennis français ;
- David Faderne (né en 1970), joueur de football français ;
- Didier Lang (né en 1970), footballeur français ;
- Nicolas Weber (né en 1970), footballeur français ;
- Yan Karlens (né en 1971), auteur, compositeur français ;
- Catherine Marsal (née en 1971), coureuse cycliste française ;
- Cyrille Pouget (né en 1972), footballeur français ;
- Romain Frati (né en 1973), pianiste français ;
- Gaël Touya (né en 1973), escrimeur français ;
- Frédéric Keiff (né en 1973), architecte plasticien français ;
- Cédric Schille (né en 1975), footballeur français ;
- Nicolas Bénard (né en 1976), sociologue français ;
- Bouabdellah Tahri (né en 1978), athlète français ;
- Laëtitia Gravier (née en 1978), joueuse de football française ;
- Jonathan Jäger (né en 1978), footballeur français ;
- Nicolas Moog (né en 1978), auteur de bande dessinée français ;
- Jonathan Joubert (né en 1979), footballeur franco-luxembourgeois ;
- Julien François (né en 1979), footballeur français ;
- Grégory Leca (né en 1980), footballeur français ;
- Mody Traoré (né en 1980), footballeur français ;
- Julien Faurois (né en 1981), joueur de rugby à XV français ;
- Thomas Léonard (né en 1981), arbitre de football français ;
- Sarah Deffeyes (née en 1981), comédienne française ;
- Simon Delestre (né en 1981), cavalier français ;
- Sophie Binet (née en 1982), syndicaliste française ;
- Laurel (née en 1982), illustratrice de bande dessinée ;
- Louis Warynski, alias Chapelier fou (né le 6 janvier 1984), artiste de musique électronique ;
- Julia Cagé (née le 17 février 1984), économiste française ;
- Vincent Chaillet (né en 1984), danseur français ;
- Loïc Bonisoli (né en 1985) prêtre, organiste, auteur et peintre ;
- Hélène François (née en 1985), joueuse de handball française ;
- Julien Gorius (né en 1985), footballeur français ;
- Jonathan Lobert (né en 1985), marin français ;
- Pierre Edmond Piasecki (né en 1985), tireur français ;
- Dame Traoré (né en 1986), footballeur français ;
- Nicolas Farina (né en 1986), footballeur français ;
- Hugo Becker (né en 1987), acteur français ;
- Cédric Anton (né en 1988), footballeur français ;
- Morgan Parra (né en 1988), joueur de rugby à XV international français ;
- Jean-Armel Kana-Biyik (né en 1989), footballeur franco-camerounais ;
- Mathieu Manset (né en 1989), footballeur français ;
- Romain Métanire (né en 1990), footballeur français ;
- Adrien Backscheider (né en 1992), fondeur français ;
- Jeanne Lehair (née en 1996), triathlète ;
- Ugo Humbert (né en 1998), tennisman français.

### XXIesiècle
- DOMi (2000-), pianiste de jazz ;
- Gloria Palermo de Blasi (2007-), chanteuse du groupe des Kids United depuis 2015.

## Personnalités liées à la ville de Metz

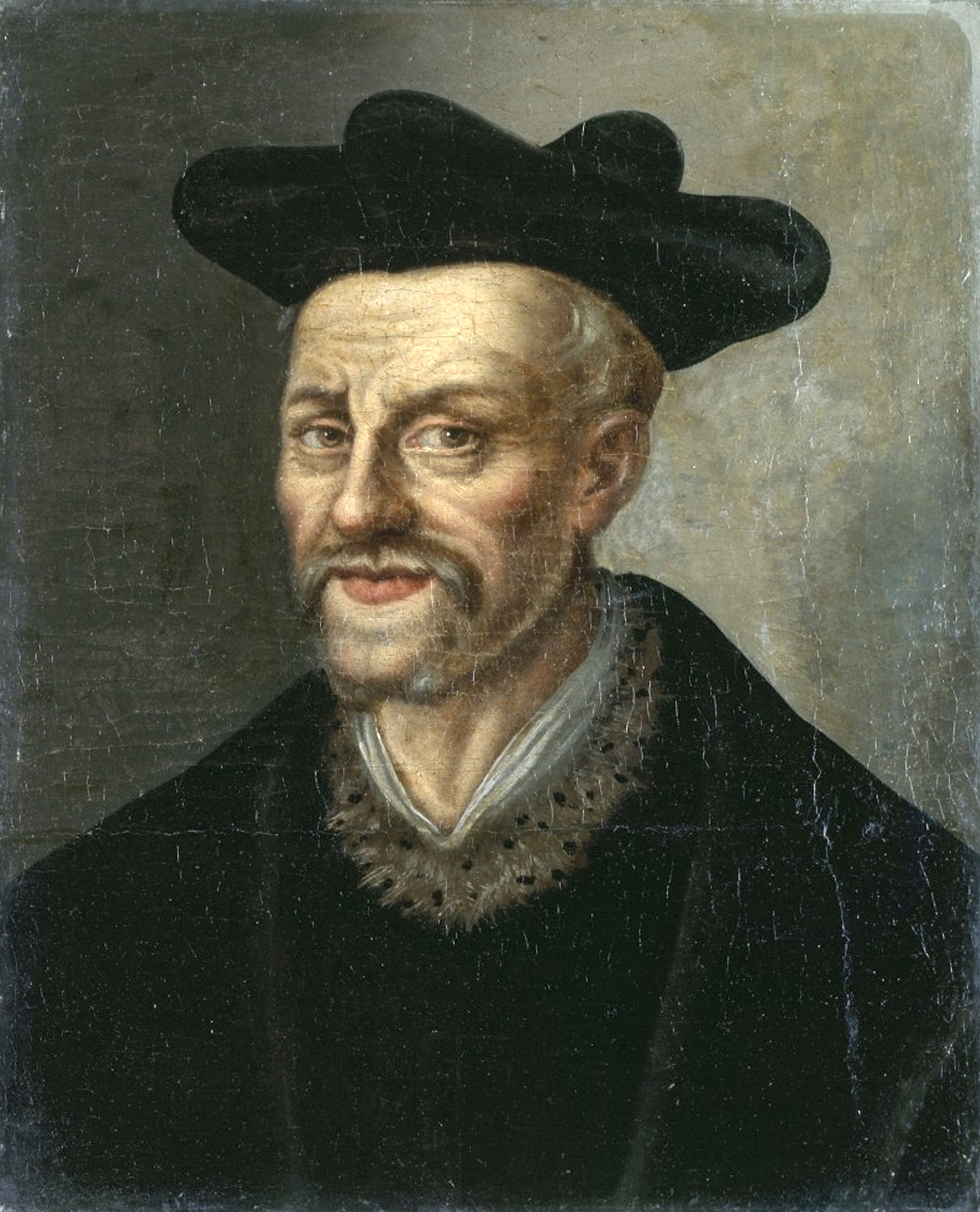
Rabelais (c. 1490-1553), médecin et écrivain humaniste français
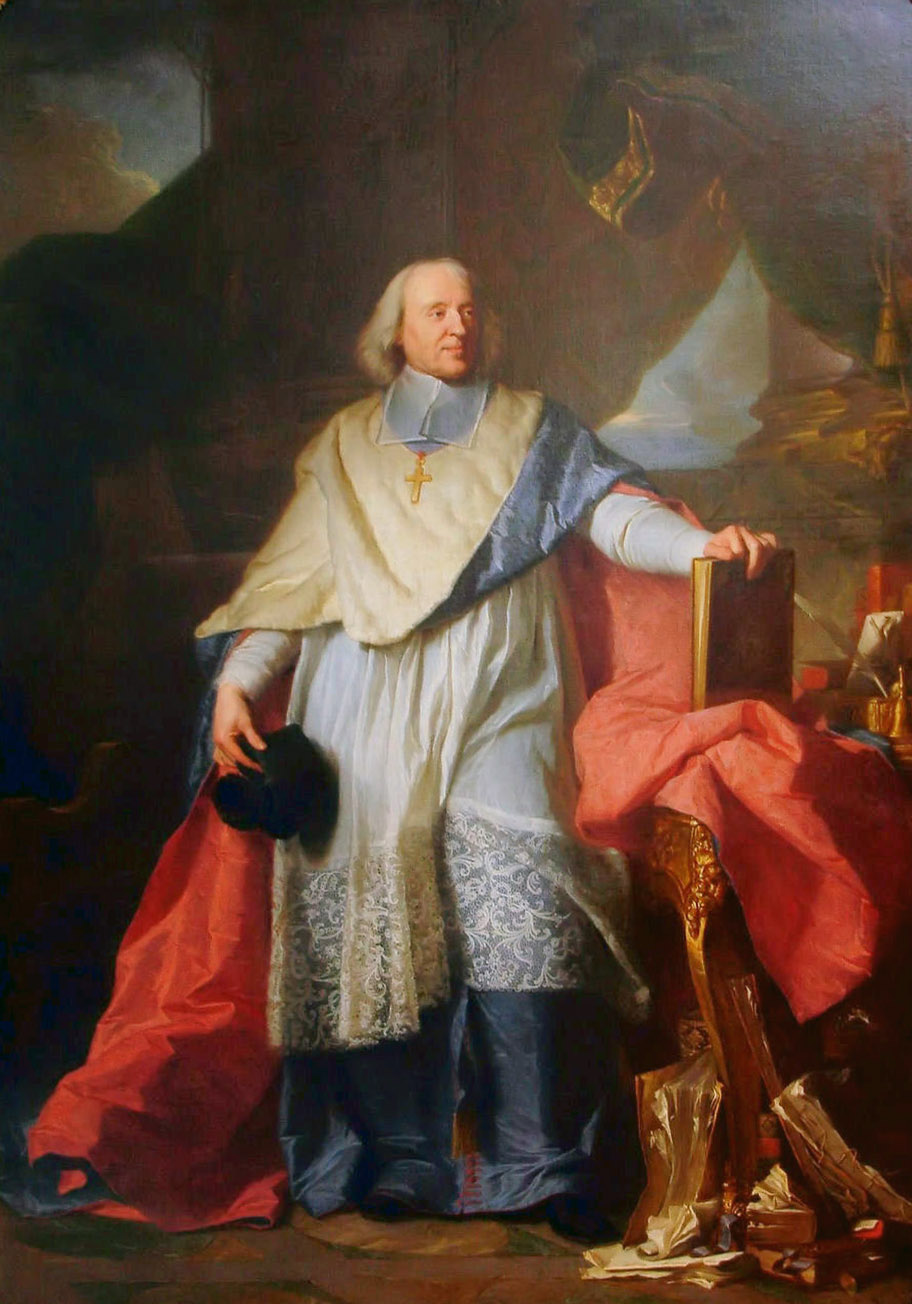
Bossuet (1627-1704), prêtre et écrivain français
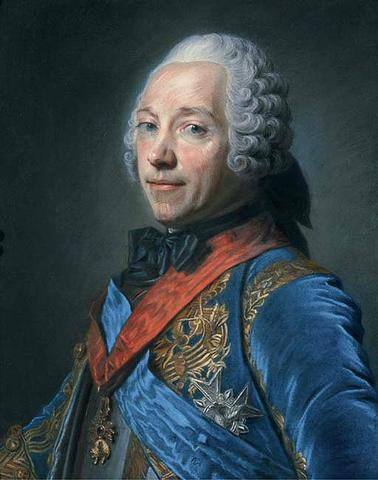
Belle-Isle (1684-1761), Gouverneur de la province des Trois-Évêchés et urbaniste
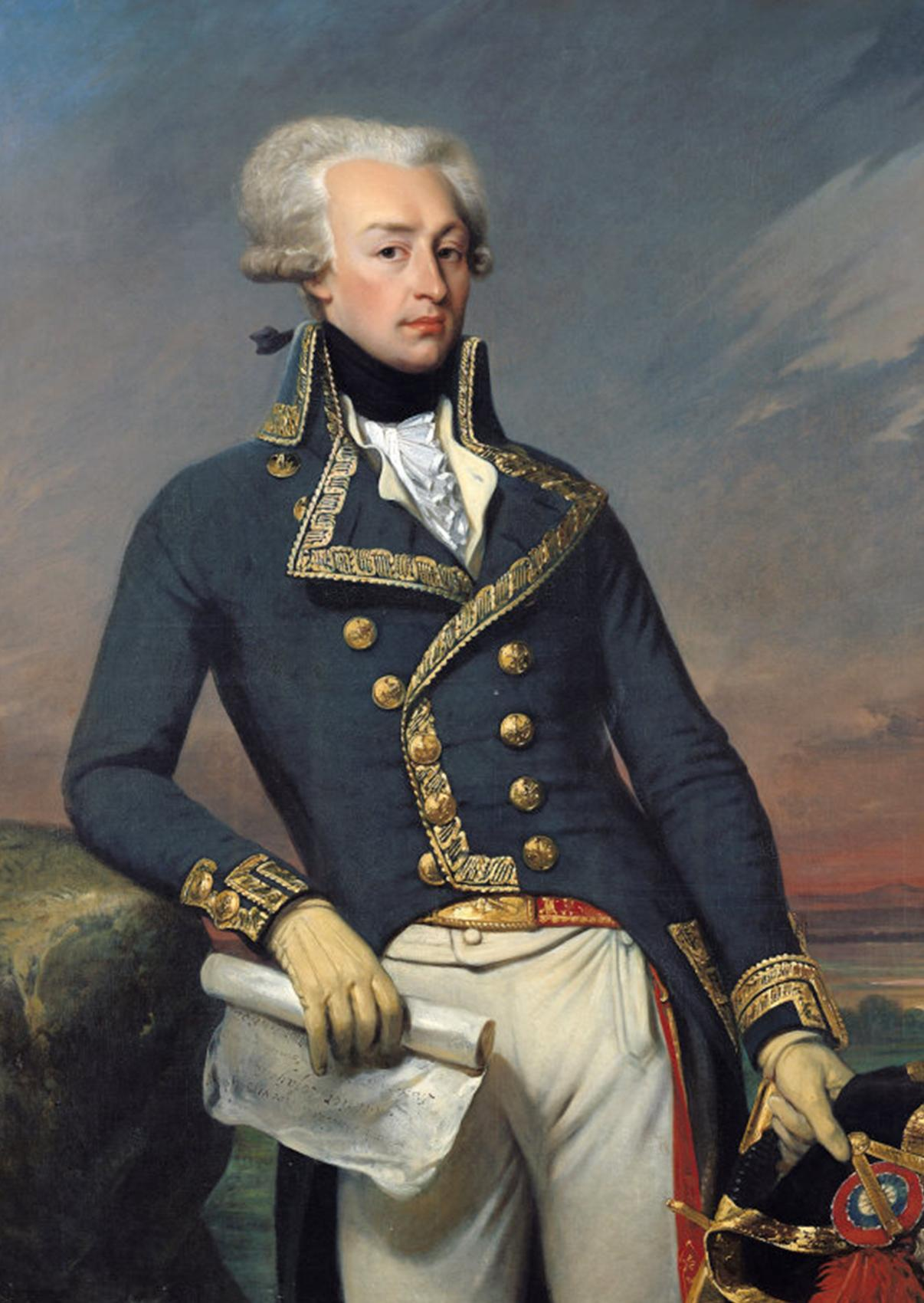
La Fayette (1757-1834), général et homme politique français
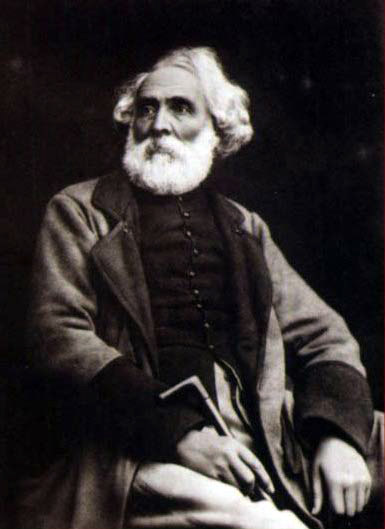
Auguste Migette (1802-1884), peintre et graveur français
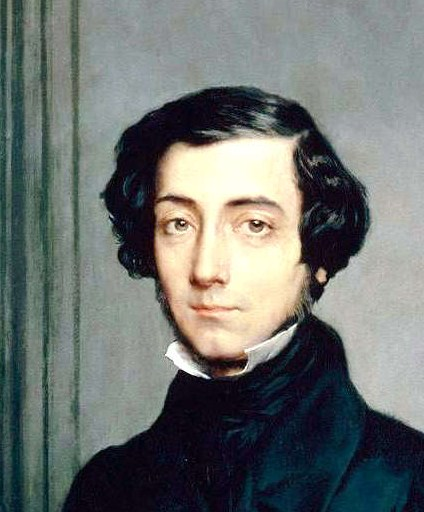
Alexis de Tocqueville (1805-1859), philosophe, homme politique, historien et écrivain français.
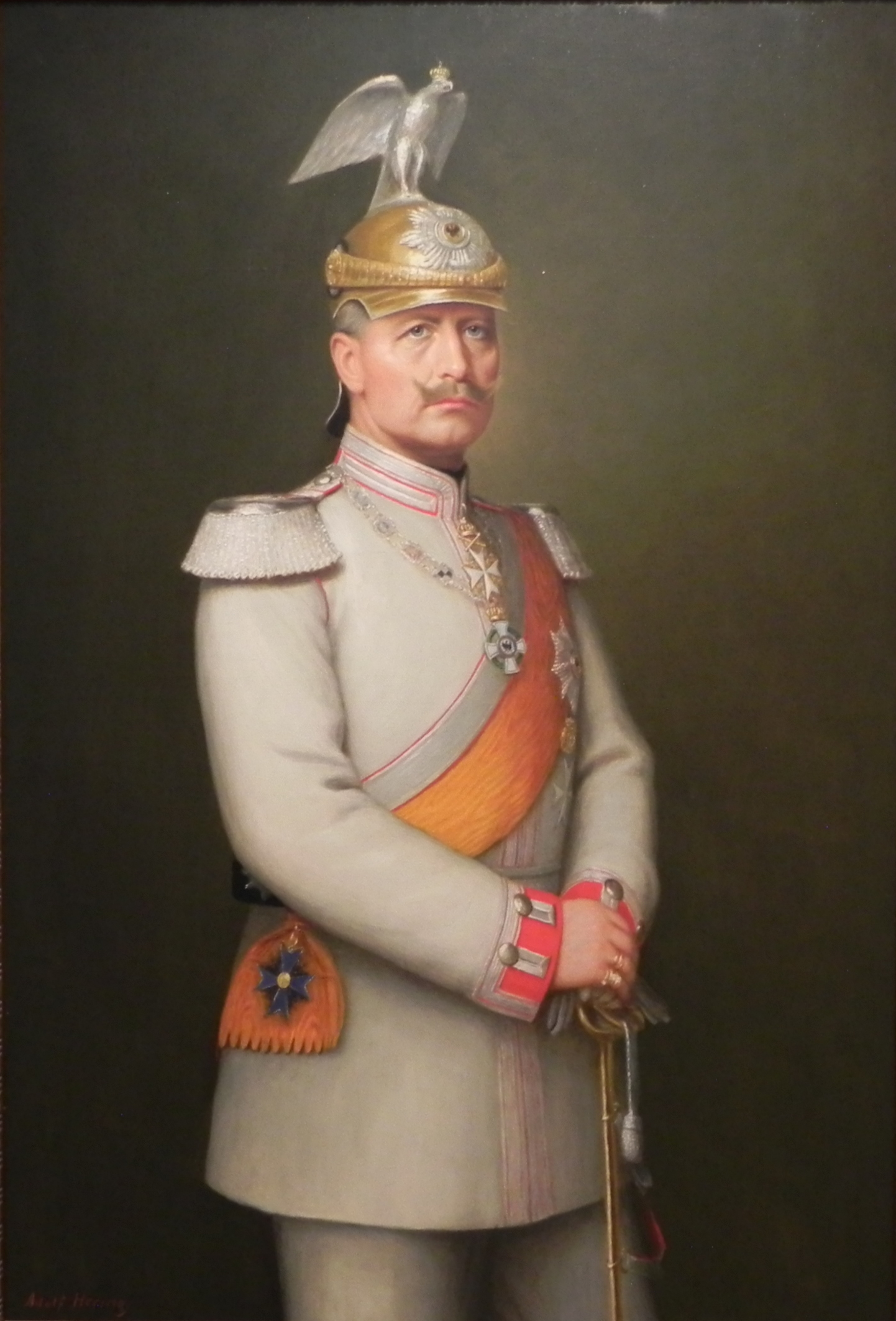
Guillaume II (1859-1941), empereur allemand, fit bâtir le quartier impérial, la gare et le temple neuf
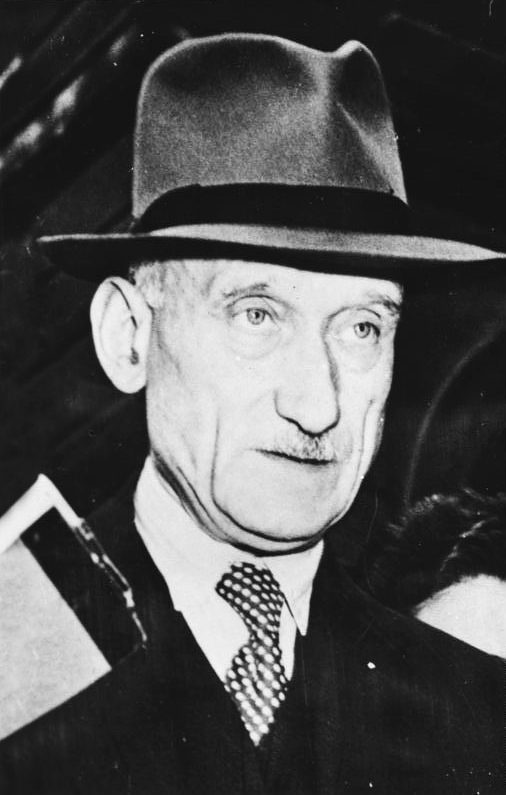
Robert Schuman (1886-1963), homme d’État français, l’un des pères fondateurs de l’Union européenne
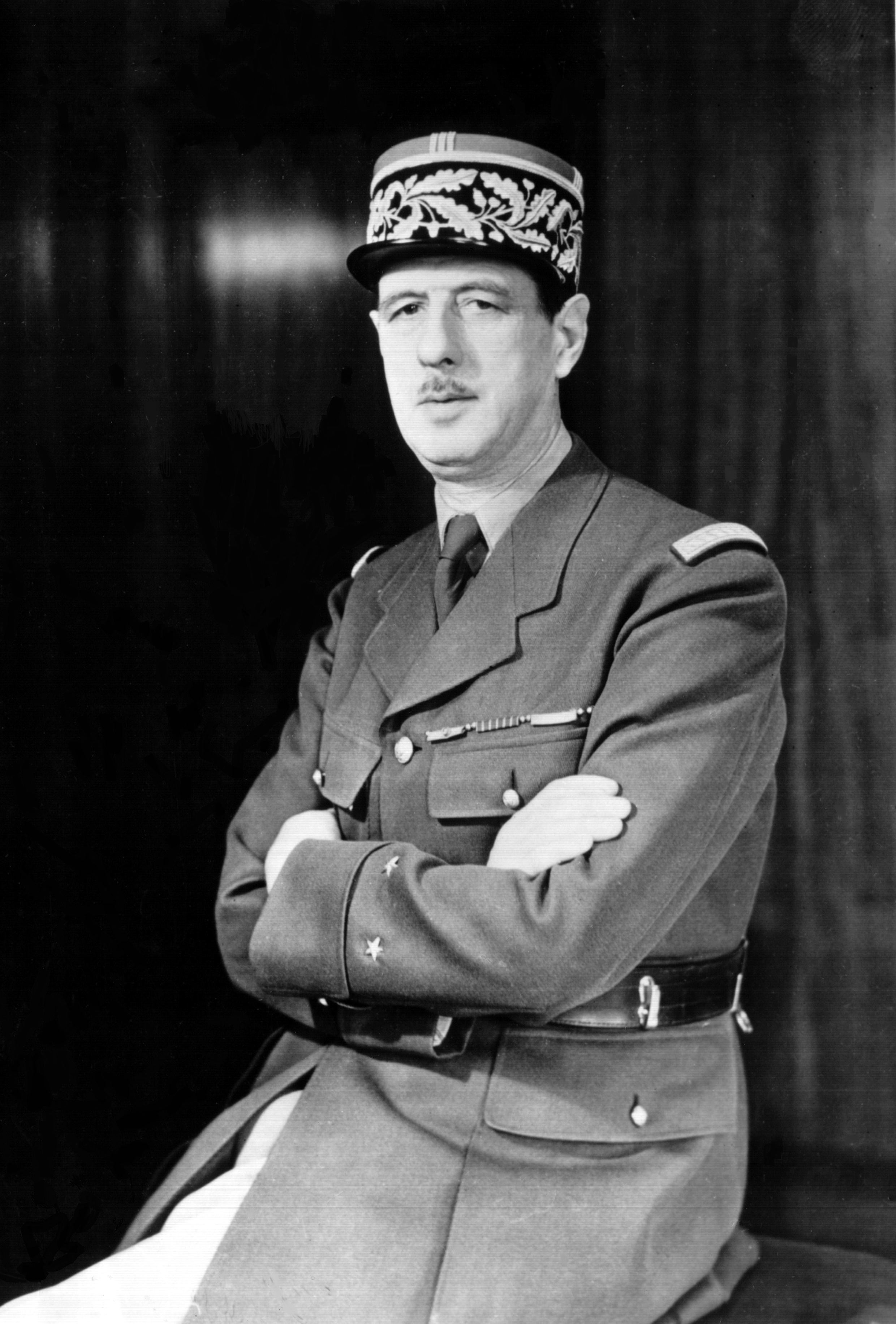
Charles de Gaulle (1890-1970), général et homme d'État français, affecté à Metz en 1937
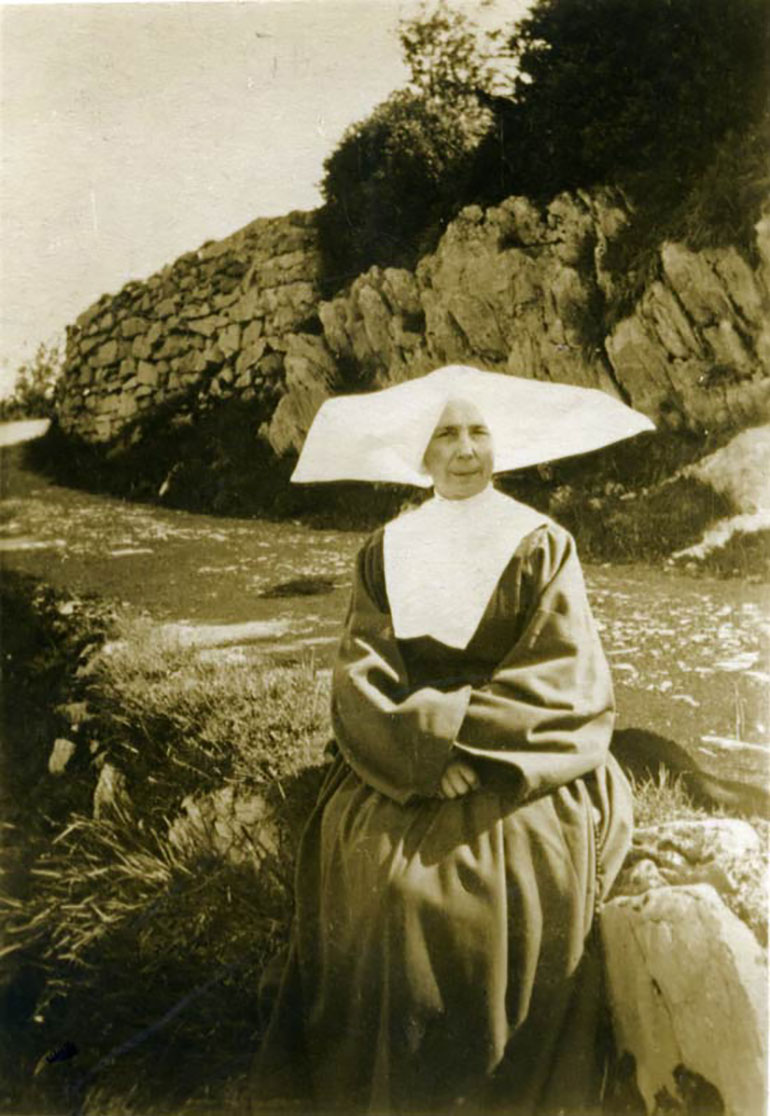
Hélène Studler (1891-1944), religieuse française et résistante
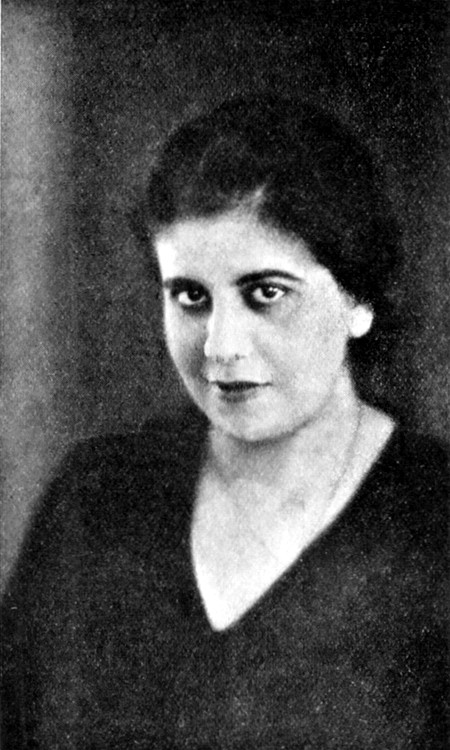
Hertha Strauch dite "Adrienne Thomas" (1897-1980), écrivain pacifiste allemande
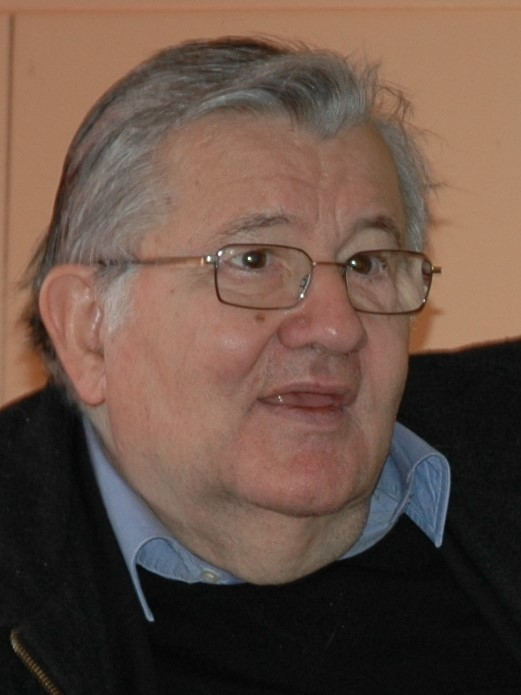
Jean-Marie Pelt (1933-2015), botaniste, fondateur de l'Institut européen d'écologie, écrivain
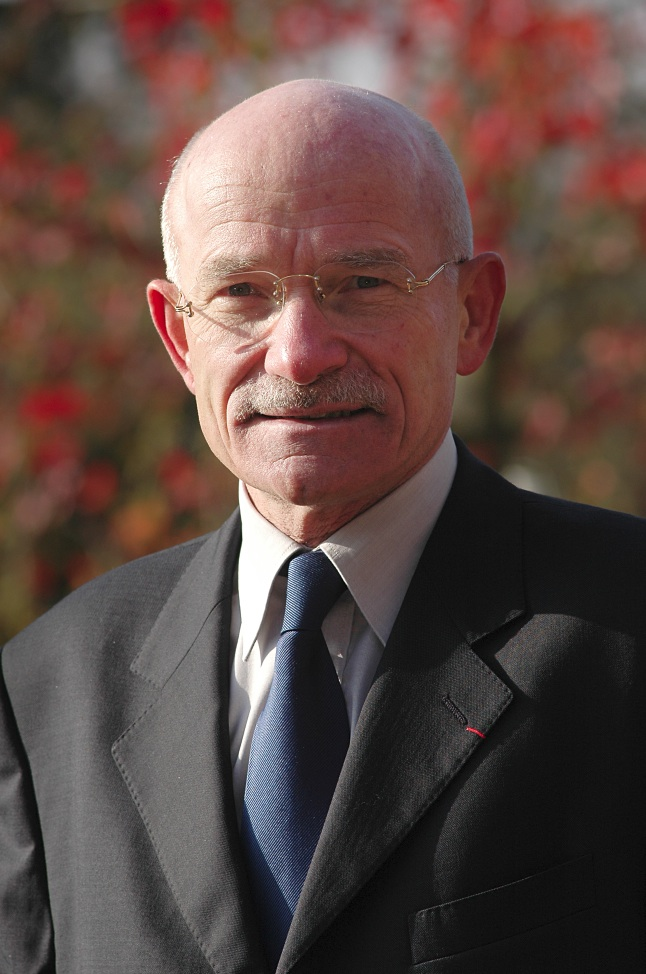
Dominique Gros (né en 1943), personnalité politique française, maire de Metz

### IIIesiècle
- Clément (IIIe siècle-IVe siècle), fondateur de l’Église de Metz et son premier évêque ;

### IVesiècle
- Ausone (309-394), poète de culture latine ;

### Vesiècle
- Livier, martyr messin ;

### VIesiècle
- Thibert Ier (v. 504-548), roi de Metz ;
- Thibaut (†555), roi d’Austrasie ;
- Clotaire Ier dit le Vieux (~498-561), roi de Metz en 555 ;
- Sigebert Ier (535-575), roi mérovingien ;
- Brunehilde (547-613), princesse wisigothe, reine d’Austrasie par mariage avec Sigebert Ier ;
- Childebert II (570-596), roi mérovingien, roi d’Austrasie de 575 à 596 ;
- Romaric (v. 580-653), fondateur de l’abbaye du Saint-Mont ;
- Glossinde (v. 580-610), fondatrice de l’abbaye Sainte-Glossinde ;
- Thibert II (585-612), prince mérovingien, roi d'Austrasie de 595 à 612 ;

### VIIesiècle
- Dode, épouse d’Arnoul, évêque de Metz de 614 à 629 ;
- Sigebert III ou saint Sigisbert (630-656), roi d'Austrasie, fils aîné de Dagobert Ier et de Ragnétrude ;

### VIIIesiècle
- Eudes de Metz (742-814), architecte carolingien proche de Charlemagne ;
- Amalaire de Metz (775-850), ecclésiastique carolingien  ;
- Louis le Pieux (778-840), inhumé à Metz ;

### IXesiècle
- Drogon de Metz (801-855), évêque de Metz ;
- Charles II le Chauve (823-877), couronné empereur de Lotharingie à Metz en 869 ;
- Gérard Ier (v. 875-910), comte de Metz ;

### Xesiècle
- Alpert de Metz (c.960 - c.1024), chroniqueur bénédictin ;
- Rabbenou Guershom (c. 960-1028), rabbin, talmudiste et légaliste ;
- Graoully, dragon légendaire et emblématique de la ville ;

### XIIIesiècle
- Jean de Mailly (actif en 1220), ecclésiastique ;
- Gautier de Metz ((actif en 1246), ecclésiastique et poète originaire de Metz ;

### XIVesiècle
- Hermann de Münster (c. 1330-1392), maître-verrier allemand ;
- Otto von Diemeringen (c. 1330-1398), ecclésiastique allemand ;

### XVesiècle
- Jeanne des Armoises se fit passer pour Jeanne d’Arc dans la région messine ;
- François Rabelais (1494-1553), médecin et écrivain français, nommé médecin de la ville de Metz[5] ;

### XVIesiècle
- Père Fouettard, personnage folklorique lié traditionnellement à Saint-Nicolas ;
- Charles Quint (1500-1558), empereur du Saint-Empire romain germanique, a assiégé Metz en 1552 pour la reprendre à Henri II ;
- Ambroise Paré (c. 1510-1590), chirurgien français, ayant participé à la défense de Metz pendant le siège de 1552-1553 ;
- François Ier de Lorraine, duc de Guise (1519-1563), gouverneur de Metz sous Henri II ;
- Lazare de Selve (c. 1540-1623), conseiller du roi, Président dans les villes des Trois-Évêchés et poète français ;
- Claude Petit Jean (c.1550-c.1600), musicien et compositeur lorrain ;

### XVIIesiècle
- Alix Clerginet (?-?), fondatrice de la Maison de la propagation de la foi de Metz ;
- Jules Mazarin (1602-1661), ministre et cardinal, fut évêque de Metz de 1652 à 1658 ;
- Jacques-Bénigne Bossuet (1627-1704), prédicateur et écrivain français, il fut archidiacre de Metz ;
- Glückel von Hameln (1646-1724), écrivain et commerçante d'origine juive née à Hambourg et décédée à Metz ;
- Élisabeth-Charlotte de Bavière (1652-1722), princesse Palatine, duchesse d’Orléans, belle-sœur de Louis XIV et mère du régent et de la duchesse de Lorraine se convertit au catholicisme en la cathédrale de Metz avant son mariage ;
- Louis de Cormontaigne (1695-1752), directeur des fortifications de Metz ;

### XVIIIesiècle
- Daniel Thomas Olry de Valcin (1737-1812), général de brigade de la Révolution française, né à Vannecourt, mort à Metz ;
- Louis Joseph Opsomer (1737-1822), général de brigade de la Révolution française, né à Russeignies (Belgique), mort à Metz ;
- Henri Grégoire (1750-1831), prêtre, figure de la Révolution française ;
- Antoine Alexandre Rousseaux (1756-1827), général français de la Révolution et de l'Empire, mort à Metz ;
- Vincent-Marie Viénot de Vaublanc (1756-1845), préfet de Moselle de 1805 à 1814, puis ministre de l’intérieur ;
- Gilbert du Motier de La Fayette (1757-1834), général, homme politique, en garnison à Metz en 1775, c’est lors du « fameux dîner de Metz » chez le comte Charles-François de Broglie, donné en l’honneur du duc de Gloucester, qu’il prit la décision d’aller se battre pour l’indépendance du peuple américain ;
- Anne-Marie Steckler (1766- c. 1824), virtuose de la harpe, commença sa carrière à Metz ;
- Michel Ney (1769-1815), maréchal de France, a reçu sa formation militaire dans le 5e régiment de Colonel-Général à Metz en 1787 ;
- Louis-Nicolas de Razout (1772-1820), général français de la Révolution et de l'Empire, mort à Metz ;
- Jean Étienne Casimir Poitevin de Maureilhan (1772-1829), général français de la Révolution et de l'Empire, mort à Metz ;
- Frédéric Auguste de Beurmann (1777-1815), général d'Empire, né à Nancy et mort à Metz ;
- Henri Jean Baptiste de Marguerye (1783-1841), militaire, mort à Metz ;
- Auguste Hussenot (1799-1885), peintre et décorateur français, conservateur de musée ;

### XIXesiècle
- Auguste Migette (1802-1884), peintre, décorateur de théâtre, a vécu à Metz ;
- Paul Dupont des Loges (1804-1886), évêque de Metz et député protestataire au Reischtag ;
- Alfred Malherbe (1804-1865), magistrat en poste à Metz à partir de 1832 ;
- Alexis de Tocqueville (1805-1859), étudiant à Metz, au Lycée Fabert[6] ;
- François Édouard Virlet (1810-1889), a été directeur des études à l’école d’artillerie de Metz ;
- François Achille Bazaine (1811-1888), maréchal de France, fut assiégé à Metz en 1870 ;
- Laurent Joseph Pelletier (1811-1892), peintre, a été professeur de dessin à l’école des beaux-arts de Metz ;
- Aimé de Lemud (1817-1887), peintre et lithographe français, fut étudiant à Metz ;
- Edouard von Jaunez (1834-1916), député protestataire au Reischtag ;
- Heinrich Göring (1838-1913), avocat allemand et père de Göring, a vécu à Metz-Devant-les-Ponts dans les années 1870 ;
- Jean Michel Dellès (1840-1918), prêtre catholique, député de la circonscription de Metz au Reichstag ;
- Friedrich Nietzsche (1844-1900), philosophe allemand, a participé au siège de Metz pendant la guerre franco-allemande de 1870 ;
- René Paquet d’Hauteroche (1845-1927), juriste, ornithologue et historien a vécu à Metz ;
- Paul Tornow (1848-1921), architecte chargé des monuments historiques en Moselle, a vécu à Scy-Chazelles et y repose ;
- Victor Masson (1849-1917), artiste à l'école de dessin de la ville jusqu'en 1870 ;
- Bernhard von Bülow (1849-1929), futur chancelier impérial, stagiaire au Palais de justice de Metz en 1873 ;
- Conrad Wahn (1851-1920), architecte de la Ville de Metz à partir de 1877 ;
- Otto Brucks (1858-1914), chanteur et compositeur allemand, directeur de l'Opéra-théâtre de Metz de 1906 à 1914 ;
- Jean-Vincent Scheil (1858-1940), assyriologue, qui a traduit le Code de Hammurabi, a étudié au grand séminaire de Metz[7] ;
- Georg Wolfram (1858-1940), archiviste à Metz de 1888 à 1909, fondateur de la Gesellschaft für Lothringische Geschichte und Altertumskunde ;
- Élie Fleur (1864-1957), bibliothécaire, historien et folkloriste mosellan ;
- Wilhelm Schmitz (1864-1944), architecte chargé des monuments historiques en Moselle ;
- Roger Foret (1870-1943), fut maire de Metz de 1911 à 1918 ;
- Lucien Loizeau (1879-1978), général français, a été gouverneur militaire de Metz en 1939 ;
- Hans Günther von Kluge (1882-1944), général allemand, décédé à Metz en 1944 ;
- Jean Ernest Kempnich (1882-1978), résistant français, actif à Metz et Woippy ;
- George Patton (1885-1945), général américain commandant la IIIe Armée américaine en 1944 ;
- Robert Schuman (1886-1963), homme d’État, l’un des pères fondateurs de la construction européenne, a travaillé à Metz et vécu à Scy-Chazelles ;
- Charles-Borwin de Mecklembourg-Strelitz (1888-1908), prince de la maison de Mecklembourg, mort en duel au Ban-Saint-Martin ;
- Charles de Gaulle (1890-1970), homme d’État français, fut affecté à Metz en 1937[8] ;
- Hélène Studler dite sœur Hélène (1891-1944), religieuse et résistante française ;
- Joachim von Ribbentrop (1893-1946), homme politique allemand, scolarisé à Metz de 1904 à 1908 ;
- Josef Bürckel (1895-1944), homme politique nazi, gouverneur du Gau Westmark ;
- Adrienne Thomas, pseudonyme de Hertha Strauch (1897-1980), femme de lettres allemande, a vécu à Metz ;
- Jean Moulin (1899-1943), résistant français, officiellement déclaré mort en gare de Metz ;

### XXesiècle
- Franz Schubert (1905-1992), homme politique allemand, maire de Metz de 1942 à 1944 ;
- Raymond Mondon (1914-1970), homme politique français, maire de Metz de 1947 à 1970, ministre des transports de 1969 à 1970 ;
- Albert Thiam (1921-1998), ébéniste lorrain ;
- Marcel Robin (1924-2010), sociologue français, décédé à Metz ;
- Gérald Collot (1927-2016), artiste peintre, conservateur du Musée de la Cour d'Or de 1957 à 1987, historien d'art et d'archéologie
- Jean-Marie Rausch (né en 1929), homme politique, maire de Metz de 1971 à 2008, ministre de 1988 à 1992, président de la région Lorraine, sénateur de la Moselle ;
- Claude Lefebvre (1931-2012), compositeur et poète français, a été professeur au Conservatoire et à l'Université de Metz ;
- Geneviève de Fontenay (1932-2023), ex-présidente du comité Miss France, a fait une partie de ses études à l’école de la Miséricorde à Metz[9] ;
- Jean-Marie Pelt (1933-2015), fondateur de l’Institut européen d’écologie ;
- Jacques Houtmann (né en 1935), directeur artistique et chef de la Philharmonie de Lorraine de 1986 à 1997 ;
- Louis Thiry (né en 1935), musicien organiste français, titulaire de l'orgue de l'église Saint-Martin de Metz de Metz de 1961 à 1972 ;
- Moshe Aryeh Bamberger (1943-2014), rabbin à Metz de 1974 à 2014 ;
- Dominique Gros (né en 1943), maire de Metz de 2008 à 2020 ;
- Charles Enderlin (né en 1945), journaliste français, a vécu dans la région messine ;
- Norbert Pétry (vers 1950), organiste titulaire de la cathédrale de Metz et concertiste ;
- Anne Villemin Sicherman (née en 1951) romanciere française, vit dans la région messine ;
- Álvaro Uribe (né en 1952), ex-président de la Colombie a été professeur des Universités à l'École nationale d'ingénieurs de Metz (ENIM) en 2010 jusqu'à mai 2011[10] ;
- René Taesch (Forbach 1952-2021), photographe, écrivain et musicien français, a vécu à Metz ;
- Denis Robert (Moyeuvre-Grande 1958-), journaliste et écrivain français ;
- Jean-Efflam Bavouzet (né en 1962), pianiste français dont la carrière internationale a commencé à Metz ;
- Carole Gaessler (née en 1968), journaliste française, présentatrice de Soir 3 sur France 3, a travaillé à Metz de 1990 à 1991, à RTL9 ;
- Philippe Delacour (né dans les années 1970), organiste français de l'église Notre-Dame de Metz ;
- Yan Karlens (né en 1971), auteur, compositeur français ;
- David Vendetta (né en 1971), disc jockey et producteur français, a débuté dans un club house de Metz[11] ;
- Robert Pirès (né en 1973), footballeur français, a joué au FC Metz de 1992 à 1998 ;
- Nico F. Declercq (né en 1975), physicien belge, professeur à l'institut Georgia Tech Lorraine ;
- Ludovic Obraniak (Longeville-lès-Metz 1984-), footballeur franco-polonais, a joué au FC Metz de 2002 à 2007 ;
- Auriana Lazraq-Khlass (née en 1999), athlète.